# Ukraińscy medaliści letnich igrzysk olimpijskich
Ukraińscy medaliści letnich igrzysk olimpijskich – zestawienie reprezentujących Ukrainę zawodników i zawodniczek, którzy zdobyli przynajmniej jeden medal letnich igrzysk olimpijskich.
Reprezentacja Ukrainy startuje w letnich igrzyskach olimpijskich nieprzerwanie od 1996 roku. Wcześniej ukraińscy sportowcy reprezentowali Związek Radziecki oraz startowali w ramach Wspólnej reprezentacji krajów Wspólnoty Niepodległych Państw. Pierwszy medal na letnich igrzyskach olimpijskich dla Ukrainy zdobył Andrij Kałasznikow, który zajął trzecie miejsce w zapasach w stylu klasycznym 22 lipca 1996, natomiast pierwszy złoty medal dwa dni później zdobył Wjaczesław Ołejnyk również w zapasach w stylu klasycznym.
Łącznie w siedmiu startach na letnich igrzyskach olimpijskich Ukraińcy zdobyli 139 medali – 35 złotych, 36 srebrnych i 68 brązowych. Najbardziej utytułowaną ukraińską olimpijką na letnich igrzyskach jest pływaczka Jana Kłoczkowa, która zdobyła cztery złote medale i jeden srebrny. Jest również zdobywczynią największej liczby, pięciu medali wszystkich kolorów. Reprezentanci Ukrainy stawali na podium olimpijskim w dwudziestu dyscyplinach sportowych, z czego najczęściej – dziewiętnastokrotnie – w gimnastyce.

## Medaliści chronologicznie
Reprezentanci Ukrainy zdobyli łącznie 139 medali letnich igrzysk olimpijskich. Stali na podium zawodów olimpijskich na siedmiu igrzyskach, z czego po raz pierwszy w debiucie, w 1996 roku. Zdobywali medale, w tym przynajmniej jeden złoty, na każdych igrzyskach, na których wystąpili. W poniższej tabeli przedstawiono wszystkich ukraińskich medalistów letnich igrzysk olimpijskich w kolejności chronologicznej.
| Lp. | Rok i miejsce        | Medal   | Medalista | Dyscyplina             | Konkurencja                                        | Źródło  |
| --- | -------------------- | ------- | --- | ---------------------- | -------------------------------------------------- | ------- |
| 1   | 1996, Atlanta        | brązowy | Andrij Kałasznikow | zapasy                 | kategoria do 52 kg w stylu klasycznym mężczyzn     | [ 1 ]   |
| 2   | 1996, Atlanta        | złoty   | Wjaczesław Ołejnyk | zapasy                 | kategoria do 90 kg w stylu klasycznym mężczyzn     | [ 2 ]   |
| 3   | 1996, Atlanta        | brązowy | Jurij Jermakow Ihor Korobczynski Ołeh Kosiak Hryhorij Misiutin Ołeksandr Switłyczny Wołodymyr Szamenko Rustam Szaripow | gimnastyka             | wielobój drużynowo mężczyzn                        | [ 3 ]   |
| 4   | 1996, Atlanta        | złoty   | Lilija Podkopajewa | gimnastyka             | wielobój indywidualnie kobiet                      | [ 4 ]   |
| 5   | 1996, Atlanta        | brązowy | Ołeksandr Bahacz | lekkoatletyka          | pchnięcie kulą mężczyzn                            | [ 5 ]   |
| 6   | 1996, Atlanta        | srebrny | Inna Frołowa Switłana Mazij Dina Miftachutdinowa Ołena Ronżyna | wioślarstwo            | czwórka podwójna kobiet                            | [ 6 ]   |
| 7   | 1996, Atlanta        | brązowy | Ołeksandr Krykun | lekkoatletyka          | rzut młotem mężczyzn                               | [ 7 ]   |
| 8   | 1996, Atlanta        | brązowy | Denys Hotfrid | podnoszenie ciężarów   | I waga ciężka mężczyzn                             | [ 8 ]   |
| 9   | 1996, Atlanta        | złoty   | Timur Tajmazow | podnoszenie ciężarów   | II waga ciężka mężczyzn                            | [ 9 ]   |
| 10  | 1996, Atlanta        | srebrny | Lilija Podkopajewa | gimnastyka             | ćwiczenia na równoważni kobiet                     | [ 10 ]  |
| 11  | 1996, Atlanta        | złoty   | Rustam Szaripow | gimnastyka             | ćwiczenia na poręczach mężczyzn                    | [ 11 ]  |
| 12  | 1996, Atlanta        | złoty   | Lilija Podkopajewa | gimnastyka             | ćwiczenia wolne kobiet                             | [ 12 ]  |
| 13  | 1996, Atlanta        | brązowy | Zaza Zazirow | zapasy                 | kategoria do 68 kg w stylu wolnym mężczyzn         | [ 13 ]  |
| 14  | 1996, Atlanta        | brązowy | Ołena Sadownycza | łucznictwo             | turniej indywidualny kobiet                        | [ 14 ]  |
| 15  | 1996, Atlanta        | złoty   | Inesa Kraweć | lekkoatletyka          | trójskok kobiet                                    | [ 15 ]  |
| 16  | 1996, Atlanta        | brązowy | Ołena Pacholczyk Rusłana Taran | żeglarstwo             | klasa 470 kobiet                                   | [ 16 ]  |
| 17  | 1996, Atlanta        | złoty   | Jewhen Brasławeć Ihor Matwijenko | żeglarstwo             | klasa 470 mężczyzn                                 | [ 17 ]  |
| 18  | 1996, Atlanta        | brązowy | Elbrus Tedejew | zapasy                 | kategoria do 62 kg w stylu wolnym mężczyzn         | [ 18 ]  |
| 19  | 1996, Atlanta        | brązowy | Ołeh Kyriuchin | boks                   | waga papierowa mężczyzn                            | [ 19 ]  |
| 20  | 1996, Atlanta        | brązowy | Inha Babakowa | lekkoatletyka          | skok wzwyż kobiet                                  | [ 20 ]  |
| 21  | 1996, Atlanta        | złoty   | Kateryna Serebrianska | gimnastyka artystyczna | wielobój indywidualnie kobiet                      | [ 21 ]  |
| 22  | 1996, Atlanta        | brązowy | Ołena Witryczenko | gimnastyka artystyczna | wielobój indywidualnie kobiet                      | [ 21 ]  |
| 23  | 1996, Atlanta        | złoty   | Wołodymyr Kłyczko | boks                   | waga superciężka mężczyzn                          | [ 22 ]  |
| 24  | 2000, Sydney         | złoty   | Jana Kłoczkowa | pływanie               | 400 m stylem zmiennym kobiet                       | [ 23 ]  |
| 25  | 2000, Sydney         | srebrny | Ołeksandr Beresz Wałerij Honczarow Rusłan Mezencew Wałerij Pereszkura Ołeksandr Switłyczny Roman Zozula | gimnastyka             | wielobój drużynowo mężczyzn                        | [ 24 ]  |
| 26  | 2000, Sydney         | srebrny | Denys Syłantiew | pływanie               | 200 m stylem motylkowym mężczyzn                   | [ 25 ]  |
| 27  | 2000, Sydney         | srebrny | Serhij Czerniawski Ołeksandr Fedenko Serhij Matwiejew Ołeksandr Symonenko | kolarstwo              | wyścig drużynowy na dochodzenie mężczyzn           | [ 26 ]  |
| 28  | 2000, Sydney         | złoty   | Jana Kłoczkowa | pływanie               | 200 m stylem zmiennym kobiet                       | [ 27 ]  |
| 29  | 2000, Sydney         | brązowy | Iryna Janowycz | kolarstwo              | sprint kobiet                                      | [ 28 ]  |
| 30  | 2000, Sydney         | brązowy | Ołeksandr Beresz | gimnastyka             | wielobój indywidualnie mężczyzn                    | [ 29 ]  |
| 31  | 2000, Sydney         | brązowy | Rusłan Maszurenko | judo                   | kategoria do 90 kg mężczyzn                        | [ 30 ]  |
| 32  | 2000, Sydney         | srebrny | Natalija Burdejna Ołena Sadownycza Kateryna Serdiuk | łucznictwo             | turniej drużynowy kobiet                           | [ 31 ]  |
| 33  | 2000, Sydney         | srebrny | Jana Kłoczkowa | pływanie               | 800 m stylem dowolnym kobiet                       | [ 32 ]  |
| 34  | 2000, Sydney         | srebrny | Oksana Cyhulowa | gimnastyka             | skoki na trampolinie kobiet                        | [ 33 ]  |
| 35  | 2000, Sydney         | brązowy | Hanna Sorokina Ołena Żupina | skoki do wody          | trampolina 3 m synchronicznie kobiet               | [ 34 ]  |
| 36  | 2000, Sydney         | złoty   | Mykoła Milczew | strzelectwo            | skeet mężczyzn                                     | [ 35 ]  |
| 37  | 2000, Sydney         | brązowy | Ołena Howorowa | lekkoatletyka          | trójskok kobiet                                    | [ 36 ]  |
| 38  | 2000, Sydney         | srebrny | Dawyd Sałdadze | zapasy                 | kategoria do 97 kg w stylu klasycznym mężczyzn     | [ 37 ]  |
| 39  | 2000, Sydney         | brązowy | Ołena Pacholczyk Rusłana Taran | żeglarstwo             | klasa 470 kobiet                                   | [ 38 ]  |
| 40  | 2000, Sydney         | brązowy | Roman Szczurenko | lekkoatletyka          | skok w dal mężczyzn                                | [ 39 ]  |
| 41  | 2000, Sydney         | brązowy | Serhij Danylczenko | boks                   | waga kogucia mężczyzn                              | [ 40 ]  |
| 42  | 2000, Sydney         | srebrny | Andrij Kotelnyk | boks                   | waga lekka mężczyzn                                | [ 41 ]  |
| 43  | 2000, Sydney         | srebrny | Serhij Docenko | boks                   | waga półśrednia mężczyzn                           | [ 42 ]  |
| 44  | 2000, Sydney         | brązowy | Wołodymyr Sydorenko | boks                   | waga musza mężczyzn                                | [ 43 ]  |
| 45  | 2000, Sydney         | brązowy | Andrij Fedczuk | boks                   | waga półciężka mężczyzn                            | [ 44 ]  |
| 46  | 2000, Sydney         | srebrny | Jewhen Busłowycz | zapasy                 | kategoria do 58 kg w stylu wolnym mężczyzn         | [ 45 ]  |
| 47  | 2004, Ateny          | brązowy | Władysław Tretiak | szermierka             | szabla indywidualnie mężczyzn                      | [ 46 ]  |
| 48  | 2004, Ateny          | złoty   | Jana Kłoczkowa | pływanie               | 400 m stylem zmiennym kobiet                       | [ 47 ]  |
| 49  | 2004, Ateny          | złoty   | Ołena Kostewycz | strzelectwo            | pistolet pneumatyczny, 10 m kobiet                 | [ 48 ]  |
| 50  | 2004, Ateny          | srebrny | Roman Hontiuk | judo                   | kategoria do 81 kg mężczyzn                        | [ 49 ]  |
| 51  | 2004, Ateny          | złoty   | Jana Kłoczkowa | pływanie               | 200 m stylem zmiennym kobiet                       | [ 50 ]  |
| 52  | 2004, Ateny          | złoty   | Natalija Skakun | podnoszenie ciężarów   | waga średnia kobiet                                | [ 51 ]  |
| 53  | 2004, Ateny          | srebrny | Hanna Kalinina Switłana Matewuszewa Rusłana Taran | żeglarstwo             | klasa Yngling kobiet                               | [ 52 ]  |
| 54  | 2004, Ateny          | brązowy | Andrij Serdinow | pływanie               | 100 m stylem motylkowym mężczyzn                   | [ 53 ]  |
| 55  | 2004, Ateny          | brązowy | Dmytro Hraczow Wiktor Ruban Ołeksandr Serdiuk | łucznictwo             | turniej drużynowy mężczyzn                         | [ 54 ]  |
| 56  | 2004, Ateny          | złoty   | Jurij Nikitin | gimnastyka             | skoki na trampolinie mężczyzn                      | [ 55 ]  |
| 57  | 2004, Ateny          | brązowy | Serhij Biłouszczenko Serhij Hryń Ołeh Łykow Leonid Szaposznykow | wioślarstwo            | czwórka podwójna mężczyzn                          | [ 56 ]  |
| 58  | 2004, Ateny          | złoty   | Iryna Merłeni | zapasy                 | kategoria do 48 kg w stylu wolnym kobiet           | [ 57 ]  |
| 59  | 2004, Ateny          | złoty   | Wałerij Honczarow | gimnastyka             | ćwiczenia na poręczach mężczyzn                    | [ 58 ]  |
| 60  | 2004, Ateny          | srebrny | Ihor Razorionow | podnoszenie ciężarów   | waga ciężka mężczyzn                               | [ 59 ]  |
| 61  | 2004, Ateny          | srebrny | Ołena Owczarowa-Krasowśka | lekkoatletyka          | bieg na 100 m przez płotki kobiet                  | [ 60 ]  |
| 62  | 2004, Ateny          | brązowy | Tetiana Tereszczuk-Antipowa | lekkoatletyka          | bieg na 400 m przez płotki kobiet                  | [ 61 ]  |
| 63  | 2004, Ateny          | srebrny | Heorhij Łeonczuk Rodion Łuka | żeglarstwo             | klasa 49er otwarta                                 | [ 62 ]  |
| 64  | 2004, Ateny          | brązowy | Hanna Bałabanowa Ołena Czerewatowa Inna Osypenko Tetiana Semykina | kajakarstwo            | K-4 500 m kobiet                                   | [ 63 ]  |
| 65  | 2004, Ateny          | złoty   | Elbrus Tedejew | zapasy                 | kategoria do 66 kg w stylu wolnym mężczyzn         | [ 64 ]  |
| 66  | 2004, Ateny          | brązowy | Wiktorija Stiopina | lekkoatletyka          | skok wzwyż kobiet                                  | [ 65 ]  |
| 67  | 2004, Ateny          | brązowy | Hanna Bezsonowa | gimnastyka artystyczna | wielobój indywidualnie kobiet                      | [ 66 ]  |
| 68  | 2004, Ateny          | brązowy | Anastasija Borodina Natalija Borysenko Hanna Burmistrowa Ołena Cyhycia Iryna Honczarowa Ołena Jacenko Natalija Lapina Hałyna Markuszewśka Ołena Radczenko Oksana Rajchel Hanna Siukało Ludmyła Szewczenko Tetiana Szynkarenko Maryna Werheluk Łarysa Zaspa | piłka ręczna           | turniej kobiet                                     | [ 67 ]  |
| 69  | 2008, Pekin          | brązowy | Roman Hontiuk | judo                   | kategoria do 81 kg mężczyzn                        | [ 68 ]  |
| 70  | 2008, Pekin          | brązowy | Illa Kwasza Ołeksij Pryhorow | skoki do wody          | trampolina 3 m synchronicznie mężczyzn             | [ 69 ]  |
| 71  | 2008, Pekin          | brązowy | Armen Wardanian | zapasy                 | kategoria do 66 kg w stylu klasycznym mężczyzn     | [ 70 ]  |
| 72  | 2008, Pekin          | złoty   | Olha Charłan Ołena Chomrowa Hałyna Pundyk Olha Żownir | szermierka             | szabla drużynowo kobiet                            | [ 71 ]  |
| 73  | 2008, Pekin          | złoty   | Artur Ajwazian | strzelectwo            | karabin małokalibrowy, leżąc, 50 m mężczyzn        | [ 72 ]  |
| 74  | 2008, Pekin          | złoty   | Wiktor Ruban | łucznictwo             | turniej indywidualny mężczyzn                      | [ 73 ]  |
| 75  | 2008, Pekin          | złoty   | Ołeksandr Petriw | strzelectwo            | pistolet szybkostrzelny, 25 m mężczyzn             | [ 74 ]  |
| 76  | 2008, Pekin          | brązowy | Iryna Merłeni-Mykulczyn | zapasy                 | kategoria do 48 kg w stylu wolnym kobiet           | [ 75 ]  |
| 77  | 2008, Pekin          | złoty   | Natalija Dobrynska | lekkoatletyka          | siedmiobój kobiet                                  | [ 76 ]  |
| 78  | 2008, Pekin          | srebrny | Jurij Suchorukow | strzelectwo            | karabin małokalibrowy, trzy postawy, 50 m mężczyzn | [ 77 ]  |
| 79  | 2008, Pekin          | brązowy | Łesia Kałytowśka | kolarstwo              | wyścig indywidualny na dochodzenie kobiet          | [ 78 ]  |
| 80  | 2008, Pekin          | brązowy | Ołeksandr Worobjow | gimnastyka             | ćwiczenia na kółkach mężczyzn                      | [ 79 ]  |
| 81  | 2008, Pekin          | srebrny | Ołena Antonowa | lekkoatletyka          | rzut dyskiem kobiet                                | [ 80 ]  |
| 82  | 2008, Pekin          | srebrny | Andrij Stadnik | zapasy                 | kategoria do 66 kg w stylu wolnym mężczyzn         | [ 81 ]  |
| 83  | 2008, Pekin          | brązowy | Taras Dańko | zapasy                 | kategoria do 84 kg w stylu wolnym mężczyzn         | [ 82 ]  |
| 84  | 2008, Pekin          | złoty   | Inna Osypenko | kajakarstwo            | K-1 500 m kobiet                                   | [ 83 ]  |
| 85  | 2008, Pekin          | złoty   | Wasyl Łomaczenko | boks                   | waga piórkowa mężczyzn                             | [ 84 ]  |
| 86  | 2008, Pekin          | srebrny | Iryna Liszczynśka | lekkoatletyka          | bieg na 1500 m kobiet                              | [ 85 ]  |
| 87  | 2008, Pekin          | brązowy | Natalija Tobias | lekkoatletyka          | bieg na 1500 m kobiet                              | [ 85 ]  |
| 88  | 2008, Pekin          | brązowy | Jurij Czeban | kajakarstwo            | C-1 500 m mężczyzn                                 | [ 86 ]  |
| 89  | 2008, Pekin          | brązowy | Hanna Bezsonowa | gimnastyka artystyczna | wielobój indywidualnie kobiet                      | [ 87 ]  |
| 90  | 2008, Pekin          | brązowy | Wiaczesław Hłazkow | boks                   | waga superciężka mężczyzn                          | [ 88 ]  |
| 91  | 2012, Londyn         | brązowy | Ołena Kostewycz | strzelectwo            | pistolet pneumatyczny, 10 m kobiet                 | [ 89 ]  |
| 92  | 2012, Londyn         | brązowy | Julija Paratowa | podnoszenie ciężarów   | waga piórkowa kobiet                               | [ 90 ]  |
| 93  | 2012, Londyn         | złoty   | Jana Szemiakina | szermierka             | szpada indywidualnie kobiet                        | [ 91 ]  |
| 94  | 2012, Londyn         | brązowy | Olha Charłan | szermierka             | szabla indywidualnie kobiet                        | [ 92 ]  |
| 95  | 2012, Londyn         | złoty   | Jana Dementjewa Natalija Dowhod´ko Anastasija Kożenkowa Kateryna Tarasenko | wioślarstwo            | czwórka podwójna kobiet                            | [ 93 ]  |
| 96  | 2012, Londyn         | brązowy | Ołena Kostewycz | strzelectwo            | pistolet sportowy, 25 m kobiet                     | [ 94 ]  |
| 97  | 2012, Londyn         | brązowy | Olha Saładucha | lekkoatletyka          | trójskok kobiet                                    | [ 95 ]  |
| 98  | 2012, Londyn         | brązowy | Ihor Radiwiłow | gimnastyka             | skoki mężczyzn                                     | [ 96 ]  |
| 99  | 2012, Londyn         | srebrny | Inna Osypenko-Radomska | kajakarstwo            | K-1 500 m kobiet                                   | [ 97 ]  |
| 100 | 2012, Londyn         | brązowy | Jelizaweta Bryzhina Ołesia Powch Marija Riemień Chrystyna Stuj | lekkoatletyka          | sztafeta 4 × 100 m kobiet                          | [ 98 ]  |
| 101 | 2012, Londyn         | brązowy | Taras Szełestiuk | boks                   | waga półśrednia mężczyzn                           | [ 99 ]  |
| 102 | 2012, Londyn         | brązowy | Ołeksandr Hwozdyk | boks                   | waga półciężka mężczyzn                            | [ 100 ] |
| 103 | 2012, Londyn         | złoty   | Jurij Czeban | kajakarstwo            | C-1 200 m mężczyzn                                 | [ 101 ] |
| 104 | 2012, Londyn         | srebrny | Inna Osypenko-Radomska | kajakarstwo            | K-1 200 m kobiet                                   | [ 102 ] |
| 105 | 2012, Londyn         | złoty   | Ołeksandr Usyk | boks                   | waga ciężka mężczyzn                               | [ 103 ] |
| 106 | 2012, Londyn         | brązowy | Anna Jaroszczuk Alina Łohwynenko Natalija Pyhyda Olha Zemlak | lekkoatletyka          | sztafeta 4 × 400 m kobiet                          | [ 104 ] |
| 107 | 2012, Londyn         | srebrny | Denys Berinczyk | boks                   | waga lekkopółśrednia mężczyzn                      | [ 105 ] |
| 108 | 2012, Londyn         | złoty   | Wasyl Łomaczenko | boks                   | waga lekka mężczyzn                                | [ 106 ] |
| 109 | 2012, Londyn         | srebrny | Wałerij Andrijcew | zapasy                 | kategoria do 96 kg w stylu wolnym mężczyzn         | [ 107 ] |
| 110 | 2016, Rio de Janeiro | brązowy | Olha Charłan | szermierka             | szabla indywidualnie kobiet                        | [ 108 ] |
| 111 | 2016, Rio de Janeiro | srebrny | Serhij Kulisz | strzelectwo            | karabin pneumatyczny, 10 m mężczyzn                | [ 109 ] |
| 112 | 2016, Rio de Janeiro | srebrny | Ołeh Werniajew | gimnastyka             | wielobój indywidualnie mężczyzn                    | [ 110 ] |
| 113 | 2016, Rio de Janeiro | srebrny | Olha Charłan Alina Komaszczuk Ołena Krawaćka Ołena Woronina | szermierka             | szabla drużynowo kobiet                            | [ 111 ] |
| 114 | 2016, Rio de Janeiro | srebrny | Żan Bełeniuk | zapasy                 | kategoria do 85 kg w stylu klasycznym mężczyzn     | [ 112 ] |
| 115 | 2016, Rio de Janeiro | złoty   | Ołeh Werniajew | gimnastyka             | ćwiczenia na poręczach mężczyzn                    | [ 113 ] |
| 116 | 2016, Rio de Janeiro | brązowy | Bohdan Bondarenko | lekkoatletyka          | skok wzwyż mężczyzn                                | [ 114 ] |
| 117 | 2016, Rio de Janeiro | złoty   | Jurij Czeban | kajakarstwo            | C-1 200 m mężczyzn                                 | [ 115 ] |
| 118 | 2016, Rio de Janeiro | brązowy | Dmytro Janczuk Taras Miszczuk | kajakarstwo            | C-2 1000 m mężczyzn                                | [ 116 ] |
| 119 | 2016, Rio de Janeiro | brązowy | Hanna Rizatdinowa | gimnastyka artystyczna | wielobój indywidualnie kobiet                      | [ 117 ] |
| 120 | 2016, Rio de Janeiro | srebrny | Pawło Tymoszczenko | pięciobój nowoczesny   | turniej indywidualny mężczyzn                      | [ 118 ] |
| 121 | 2021, Tokio          | brązowy | Darja Biłodid | judo                   | kategoria do 48 kg kobiet                          | [ 119 ] |
| 122 | 2021, Tokio          | brązowy | Ihor Rejzlin | szermierka             | szpada indywidualnie mężczyzn                      | [ 120 ] |
| 123 | 2021, Tokio          | brązowy | Ołena Kostewycz Ołeh Omelczuk | strzelectwo            | pistolet pneumatyczny, 10 m drużyny mieszane       | [ 121 ] |
| 124 | 2021, Tokio          | brązowy | Mychajło Romanczuk | pływanie               | 800 m stylem dowlonym mężczyzn                     | [ 122 ] |
| 125 | 2021, Tokio          | brązowy | Elina Switolina | tenis ziemny           | gra pojedyncza kobiet                              | [ 123 ] |
| 126 | 2021, Tokio          | srebrny | Mychajło Romanczuk | pływanie               | 1500 m stylem dowlonym mężczyzn                    | [ 124 ] |
| 127 | 2021, Tokio          | brązowy | Ałła Czerkasowa | zapasy                 | kategoria do 68 kg w stylu wolnym kobiet           | [ 125 ] |
| 128 | 2021, Tokio          | złoty   | Żan Bełeniuk | zapasy                 | kategoria do 87 kg w stylu klasycznym mężczyzn     | [ 126 ] |
| 129 | 2021, Tokio          | srebrny | Parwiz Nasibow | zapasy                 | kategoria do 67 kg w stylu klasycznym mężczyzn     | [ 127 ] |
| 130 | 2021, Tokio          | brązowy | Iryna Koladenko | zapasy                 | kategoria do 62 kg w stylu wolnym kobiet           | [ 128 ] |
| 131 | 2021, Tokio          | brązowy | Marta Fedina Anastasija Sawczuk | pływanie synchroniczne | duety kobiet                                       | [ 129 ] |
| 132 | 2021, Tokio          | brązowy | Ludmyła Łuzan | kajakarstwo            | C-1 200 m kobiet                                   | [ 130 ] |
| 133 | 2021, Tokio          | srebrny | Anżelika Terluha | karate                 | kumite do 55 kg kobiet                             | [ 131 ] |
| 134 | 2021, Tokio          | brązowy | Stanisław Horuna | karate                 | kumite do 75 kg mężczyzn                           | [ 132 ] |
| 135 | 2021, Tokio          | srebrny | Anastasija Czetwerikowa Ludmyła Łuzan | kajakarstwo            | C-2 500 m kobiet                                   | [ 133 ] |
| 136 | 2021, Tokio          | srebrny | Ołeksandr Chyżniak | boks                   | waga średnia mężczyzn                              | [ 134 ] |
| 137 | 2021, Tokio          | brązowy | Maryna Ałeksijiwa Władysława Ałeksijiwa Marta Fedina Jełyzaweta Jachno Kateryna Reznik Anastasija Sawczuk Ksenija Sydorenko Alina Szynkarenko | pływanie synchroniczne | drużyny kobiet                                     | [ 135 ] |
| 138 | 2021, Tokio          | brązowy | Jarosława Mahuczich | lekkoatletyka          | skok wzwyż kobiet                                  | [ 136 ] |
| 139 | 2021, Tokio          | srebrny | Ołena Starikowa | kolarstwo              | sprint kobiet                                      | [ 137 ] |

## Medaliści według dyscyplin

### Boks
| Lp. | Data             | Miejsce | Medal   | Zawodnik            | Konkurencja                   | Zwycięzca            | Źródło  |
| --- | ---------------- | ------- | ------- | ------------------- | ----------------------------- | -------------------- | ------- |
| 1   | 21.07−3.08.1996  | Atlanta | brązowy | Ołeh Kyriuchin      | waga papierowa mężczyzn       | Danieł Petrow        | [ 19 ]  |
| 2   | 23.07−4.08.1996  | Atlanta | złoty   | Wołodymyr Kłyczko   | waga superciężka mężczyzn     | −                    | [ 22 ]  |
| 3   | 16−30.09.2000    | Sydney  | brązowy | Serhij Danylczenko  | waga kogucia mężczyzn         | Guillermo Rigondeaux | [ 40 ]  |
| 4   | 17−30.09.2000    | Sydney  | srebrny | Andrij Kotelnyk     | waga lekka mężczyzn           | Mario Kindelán       | [ 41 ]  |
| 5   | 16−30.09.2000    | Sydney  | srebrny | Serhij Docenko      | waga półśrednia mężczyzn      | Oleg Saitow          | [ 42 ]  |
| 6   | 19.09−1.10.2000  | Sydney  | brązowy | Wołodymyr Sydorenko | waga musza mężczyzn           | Wijan Ponlid         | [ 43 ]  |
| 7   | 20.09−1.10.2000  | Sydney  | brązowy | Andrij Fedczuk      | waga półciężka mężczyzn       | Aleksandr Lebziak    | [ 44 ]  |
| 8   | 11−23.08.2008    | Pekin   | złoty   | Wasyl Łomaczenko    | waga piórkowa mężczyzn        | −                    | [ 84 ]  |
| 9   | 13−24.08.2008    | Pekin   | brązowy | Wiaczesław Hłazkow  | waga superciężka mężczyzn     | Roberto Cammarelle   | [ 88 ]  |
| 10  | 29.07−12.08.2012 | Londyn  | brązowy | Taras Szełestiuk    | waga półśrednia mężczyzn      | Seryk Säpijew        | [ 99 ]  |
| 11  | 30.07−12.08.2012 | Londyn  | brązowy | Ołeksandr Hwozdyk   | waga półciężka mężczyzn       | Jegor Miechoncew     | [ 100 ] |
| 12  | 1−11.08.2012     | Londyn  | złoty   | Ołeksandr Usyk      | waga ciężka mężczyzn          | −                    | [ 103 ] |
| 13  | 31.07−11.08.2012 | Londyn  | srebrny | Denys Berinczyk     | waga lekkopółśrednia mężczyzn | Roniel Iglesias      | [ 105 ] |
| 14  | 29.07−12.08.2012 | Londyn  | złoty   | Wasyl Łomaczenko    | waga lekka mężczyzn           | −                    | [ 106 ] |
| 15  | 26.07−7.08.2021  | Tokio   | srebrny | Ołeksandr Chyżniak  | waga średnia mężczyzn         | Hebert Conceição     | [ 134 ] |

### Gimnastyka
| Lp. | Data            | Miejsce        | Medal   | Zawodnik              | Dyscyplina             | Konkurencja                     | Zwycięzca | Źródło  |
| --- | --------------- | -------------- | ------- | --------------------- | ---------------------- | ------------------------------- | --- | ------- |
| 1   | 20−22.07.1996   | Atlanta        | brązowy | Jurij Jermakow        | gimnastyka sportowa    | wielobój drużynowo mężczyzn     | Rosja Siergiej Charkow Nikołaj Kriukow Aleksiej Niemow Jewgienij Podgorny Dmitrij Wasilenko Aleksiej Woropajew Dmitrij Trusz | [ 3 ]   |
| 1   | 20−22.07.1996   | Atlanta        | brązowy | Ihor Korobczynski     | gimnastyka sportowa    | wielobój drużynowo mężczyzn     | Rosja Siergiej Charkow Nikołaj Kriukow Aleksiej Niemow Jewgienij Podgorny Dmitrij Wasilenko Aleksiej Woropajew Dmitrij Trusz | [ 3 ]   |
| 1   | 20−22.07.1996   | Atlanta        | brązowy | Ołeh Kosiak           | gimnastyka sportowa    | wielobój drużynowo mężczyzn     | Rosja Siergiej Charkow Nikołaj Kriukow Aleksiej Niemow Jewgienij Podgorny Dmitrij Wasilenko Aleksiej Woropajew Dmitrij Trusz | [ 3 ]   |
| 1   | 20−22.07.1996   | Atlanta        | brązowy | Hryhorij Misiutin     | gimnastyka sportowa    | wielobój drużynowo mężczyzn     | Rosja Siergiej Charkow Nikołaj Kriukow Aleksiej Niemow Jewgienij Podgorny Dmitrij Wasilenko Aleksiej Woropajew Dmitrij Trusz | [ 3 ]   |
| 1   | 20−22.07.1996   | Atlanta        | brązowy | Ołeksandr Switłyczny  | gimnastyka sportowa    | wielobój drużynowo mężczyzn     | Rosja Siergiej Charkow Nikołaj Kriukow Aleksiej Niemow Jewgienij Podgorny Dmitrij Wasilenko Aleksiej Woropajew Dmitrij Trusz | [ 3 ]   |
| 1   | 20−22.07.1996   | Atlanta        | brązowy | Wołodymyr Szamenko    | gimnastyka sportowa    | wielobój drużynowo mężczyzn     | Rosja Siergiej Charkow Nikołaj Kriukow Aleksiej Niemow Jewgienij Podgorny Dmitrij Wasilenko Aleksiej Woropajew Dmitrij Trusz | [ 3 ]   |
| 1   | 20−22.07.1996   | Atlanta        | brązowy | Rustam Szaripow       | gimnastyka sportowa    | wielobój drużynowo mężczyzn     | Rosja Siergiej Charkow Nikołaj Kriukow Aleksiej Niemow Jewgienij Podgorny Dmitrij Wasilenko Aleksiej Woropajew Dmitrij Trusz | [ 3 ]   |
| 2   | 21−25.07.1996   | Atlanta        | złoty   | Lilija Podkopajewa    | gimnastyka sportowa    | wielobój indywidualnie kobiet   | − | [ 4 ]   |
| 3   | 21−29.07.1996   | Atlanta        | srebrny | Lilija Podkopajewa    | gimnastyka sportowa    | ćwiczenia na równoważni kobiet  | Shannon Miller | [ 10 ]  |
| 4   | 20−29.07.1996   | Atlanta        | złoty   | Rustam Szaripow       | gimnastyka sportowa    | ćwiczenia na poręczach mężczyzn | − | [ 11 ]  |
| 5   | 21−29.07.1996   | Atlanta        | złoty   | Lilija Podkopajewa    | gimnastyka sportowa    | ćwiczenia wolne kobiet          | − | [ 12 ]  |
| 6   | 2−4.08.1996     | Atlanta        | złoty   | Kateryna Serebrianska | gimnastyka artystyczna | wielobój indywidualnie kobiet   | − | [ 21 ]  |
| 7   | 2−4.08.1996     | Atlanta        | brązowy | Ołena Witryczenko     | gimnastyka artystyczna | wielobój indywidualnie kobiet   | Kateryna Serebrianska | [ 21 ]  |
| 8   | 16−18.09.2000   | Sydney         | srebrny | Ołeksandr Beresz      | gimnastyka sportowa    | wielobój drużynowo mężczyzn     | ChRL Huang Xu Li Xiaopeng Xiao Junfeng Xing Aowei Yang Wei Zheng Lihui                                                       | [ 24 ]  |
| 8   | 16−18.09.2000   | Sydney         | srebrny | Wałerij Honczarow     | gimnastyka sportowa    | wielobój drużynowo mężczyzn     | ChRL Huang Xu Li Xiaopeng Xiao Junfeng Xing Aowei Yang Wei Zheng Lihui                                                       | [ 24 ]  |
| 8   | 16−18.09.2000   | Sydney         | srebrny | Rusłan Mezencew       | gimnastyka sportowa    | wielobój drużynowo mężczyzn     | ChRL Huang Xu Li Xiaopeng Xiao Junfeng Xing Aowei Yang Wei Zheng Lihui                                                       | [ 24 ]  |
| 8   | 16−18.09.2000   | Sydney         | srebrny | Wałerij Pereszkura    | gimnastyka sportowa    | wielobój drużynowo mężczyzn     | ChRL Huang Xu Li Xiaopeng Xiao Junfeng Xing Aowei Yang Wei Zheng Lihui                                                       | [ 24 ]  |
| 8   | 16−18.09.2000   | Sydney         | srebrny | Ołeksandr Switłyczny  | gimnastyka sportowa    | wielobój drużynowo mężczyzn     | ChRL Huang Xu Li Xiaopeng Xiao Junfeng Xing Aowei Yang Wei Zheng Lihui                                                       | [ 24 ]  |
| 8   | 16−18.09.2000   | Sydney         | srebrny | Roman Zozula          | gimnastyka sportowa    | wielobój drużynowo mężczyzn     | ChRL Huang Xu Li Xiaopeng Xiao Junfeng Xing Aowei Yang Wei Zheng Lihui                                                       | [ 24 ]  |
| 9   | 16−20.09.2000   | Sydney         | brązowy | Ołeksandr Beresz      | gimnastyka sportowa    | wielobój indywidualnie mężczyzn | Aleksiej Niemow | [ 29 ]  |
| 10  | 22.09.2000      | Sydney         | srebrny | Oksana Cyhulowa       | skoki na trampolinie   | skoki na trampolinie kobiet     | Irina Karawajewa | [ 33 ]  |
| 11  | 21.08.2004      | Ateny          | złoty   | Jurij Nikitin         | skoki na trampolinie   | skoki na trampolinie mężczyzn   | − | [ 55 ]  |
| 12  | 14−23.08.2004   | Ateny          | złoty   | Wałerij Honczarow     | gimnastyka sportowa    | ćwiczenia na poręczach mężczyzn | − | [ 58 ]  |
| 13  | 14−23.08.2004   | Ateny          | brązowy | Hanna Bezsonowa       | gimnastyka artystyczna | wielobój indywidualnie kobiet   | Alina Kabajewa | [ 66 ]  |
| 14  | 9−18.08.2008    | Pekin          | brązowy | Ołeksandr Worobjow    | gimnastyka sportowa    | ćwiczenia na kółkach mężczyzn   | Chen Yibing | [ 79 ]  |
| 15  | 21−23.08.2008   | Pekin          | brązowy | Hanna Bezsonowa       | gimnastyka artystyczna | wielobój indywidualnie kobiet   | Jewgienija Kanajewa | [ 87 ]  |
| 16  | 28.07−5.08.2012 | Londyn         | brązowy | Ihor Radiwiłow        | gimnastyka sportowa    | skoki mężczyzn                  | Yang Hak-seon | [ 96 ]  |
| 17  | 6−10.08.2016    | Rio de Janeiro | srebrny | Ołeh Werniajew        | gimnastyka sportowa    | wielobój indywidualnie mężczyzn | Kōhei Uchimura | [ 110 ] |
| 18  | 6−16.08.2016    | Rio de Janeiro | złoty   | Ołeh Werniajew        | gimnastyka sportowa    | ćwiczenia na poręczach mężczyzn | − | [ 113 ] |
| 19  | 19−20.08.2016   | Rio de Janeiro | brązowy | Hanna Rizatdinowa     | gimnastyka artystyczna | wielobój indywidualnie kobiet   | Margarita Mamun | [ 117 ] |

### Judo
| Lp. | Data       | Miejsce | Medal   | Zawodnik          | Konkurencja                 | Zwycięzca        | Źródło  |
| --- | ---------- | ------- | ------- | ----------------- | --------------------------- | ---------------- | ------- |
| 1   | 20.09.2000 | Sydeny  | brązowy | Rusłan Maszurenko | kategoria do 90 kg mężczyzn | Mark Huizinga    | [ 30 ]  |
| 2   | 17.08.2004 | Ateny   | srebrny | Roman Hontiuk     | kategoria do 81 kg mężczyzn | Ilias Iliadis    | [ 49 ]  |
| 3   | 12.08.2008 | Pekin   | brązowy | Roman Hontiuk     | kategoria do 81 kg mężczyzn | Ole Bischof      | [ 68 ]  |
| 4   | 24.07.2021 | Tokio   | brązowy | Darja Biłodid     | kategoria do 48 kg kobiet   | Distria Krasniqi | [ 119 ] |

### Kajakarstwo
| Lp. | Data          | Miejsce        | Medal   | Zawodnik                | Konkurencja         | Zwycięzca                                                          | Źródło  |
| --- | ------------- | -------------- | ------- | ----------------------- | ------------------- | ------------------------------------------------------------------ | ------- |
| 1   | 23−27.08.2004 | Ateny          | brązowy | Hanna Bałabanowa        | K-4 500 m kobiet    | Niemcy Birgit Fischer Carolin Leonhardt Maike Nollen Katrin Wagner | [ 63 ]  |
| 1   | 23−27.08.2004 | Ateny          | brązowy | Ołena Czerewatowa       | K-4 500 m kobiet    | Niemcy Birgit Fischer Carolin Leonhardt Maike Nollen Katrin Wagner | [ 63 ]  |
| 1   | 23−27.08.2004 | Ateny          | brązowy | Inna Osypenko           | K-4 500 m kobiet    | Niemcy Birgit Fischer Carolin Leonhardt Maike Nollen Katrin Wagner | [ 63 ]  |
| 1   | 23−27.08.2004 | Ateny          | brązowy | Tetiana Semykina        | K-4 500 m kobiet    | Niemcy Birgit Fischer Carolin Leonhardt Maike Nollen Katrin Wagner | [ 63 ]  |
| 2   | 19−23.08.2008 | Pekin          | złoty   | Inna Osypenko           | K-1 500 m kobiet    | −                                                                  | [ 83 ]  |
| 3   | 19−23.08.2008 | Pekin          | brązowy | Jurij Czeban            | C-1 500 m mężczyzn  | Maksim Opalew                                                      | [ 86 ]  |
| 4   | 7−9.08.2012   | Londyn         | srebrny | Inna Osypenko-Radomska  | K-1 500 m kobiet    | Danuta Kozák                                                       | [ 97 ]  |
| 5   | 10−11.08.2012 | Londyn         | złoty   | Jurij Czeban            | C-1 200 m mężczyzn  | −                                                                  | [ 101 ] |
| 6   | 10−11.08.2012 | Londyn         | srebrny | Inna Osypenko-Radomska  | K-1 200 m kobiet    | Lisa Carrington                                                    | [ 102 ] |
| 7   | 17−18.08.2016 | Rio de Janeiro | złoty   | Jurij Czeban            | C-1 200 m mężczyzn  | −                                                                  | [ 115 ] |
| 8   | 19−20.08.2016 | Rio de Janeiro | brązowy | Dmytro Janczuk          | C-2 1000 m mężczyzn | Sebastian Brendel Jan Vandrey                                      | [ 116 ] |
| 8   | 19−20.08.2016 | Rio de Janeiro | brązowy | Taras Miszczuk          | C-2 1000 m mężczyzn | Sebastian Brendel Jan Vandrey                                      | [ 116 ] |
| 9   | 4−5.08.2021   | Tokio          | brązowy | Ludmyła Łuzan           | C-1 200 m kobiet    | Nevin Harrison                                                     | [ 130 ] |
| 10  | 6−7.08.2021   | Tokio          | srebrny | Anastasija Czetwerikowa | C-2 500 m kobiet    | Sun Mengya Xu Shixiao                                              | [ 133 ] |
| 10  | 6−7.08.2021   | Tokio          | srebrny | Ludmyła Łuzan           | C-2 500 m kobiet    | Sun Mengya Xu Shixiao                                              | [ 133 ] |

### Karate
| Lp. | Data      | Miejsce | Medal   | Zawodnik         | Konkurencja              | Zwycięzca     | Źródło  |
| --- | --------- | ------- | ------- | ---------------- | ------------------------ | ------------- | ------- |
| 1   | 5.08.2021 | Tokio   | srebrny | Anżelika Terluha | kumite do 55 kg kobiet   | Iwet Goranowa | [ 131 ] |
| 2   | 6.08.2021 | Tokio   | brązowy | Stanisław Horuna | kumite do 75 kg mężczyzn | Luigi Busà    | [ 132 ] |

### Kolarstwo
| Lp. | Data          | Miejsce | Medal   | Zawodnik            | Konkurencja                               | Zwycięzca                                                               | Źródło  |
| --- | ------------- | ------- | ------- | ------------------- | ----------------------------------------- | ----------------------------------------------------------------------- | ------- |
| 1   | 18−19.09.2000 | Sydney  | srebrny | Serhij Czerniawski  | wyścig drużynowy na dochodzenie mężczyzn  | Niemcy Robert Bartko Daniel Becke Guido Fulst Jens Lehmann Olaf Pollack | [ 26 ]  |
| 1   | 18−19.09.2000 | Sydney  | srebrny | Ołeksandr Fedenko   | wyścig drużynowy na dochodzenie mężczyzn  | Niemcy Robert Bartko Daniel Becke Guido Fulst Jens Lehmann Olaf Pollack | [ 26 ]  |
| 1   | 18−19.09.2000 | Sydney  | srebrny | Serhij Matwiejew    | wyścig drużynowy na dochodzenie mężczyzn  | Niemcy Robert Bartko Daniel Becke Guido Fulst Jens Lehmann Olaf Pollack | [ 26 ]  |
| 1   | 18−19.09.2000 | Sydney  | srebrny | Ołeksandr Symonenko | wyścig drużynowy na dochodzenie mężczyzn  | Niemcy Robert Bartko Daniel Becke Guido Fulst Jens Lehmann Olaf Pollack | [ 26 ]  |
| 2   | 18−20.09.2000 | Sydney  | brązowy | Iryna Janowycz      | sprint kobiet                             | Félicia Ballanger                                                       | [ 28 ]  |
| 3   | 15−17.08.2008 | Pekin   | brązowy | Łesia Kałytowśka    | wyścig indywidualny na dochodzenie kobiet | Rebecca Romero                                                          | [ 78 ]  |
| 4   | 6−8.08.2021   | Tokio   | srebrny | Ołena Starikowa     | sprint kobiet                             | Kelsey Mitchell                                                         | [ 137 ] |

### Lekkoatletyka
| Lp. | Data          | Miejsce        | Medal   | Zawodnik                    | Konkurencja                       | Zwycięzca                                                                                         | Źródło  |
| --- | ------------- | -------------- | ------- | --------------------------- | --------------------------------- | ------------------------------------------------------------------------------------------------- | ------- |
| 1   | 26.07.1996    | Atlanta        | brązowy | Ołeksandr Bahacz            | pchnięcie kulą mężczyzn           | Randy Barnes                                                                                      | [ 5 ]   |
| 2   | 27−28.07.1996 | Atlanta        | brązowy | Ołeksandr Krykun            | rzut młotem mężczyzn              | Balázs Kiss                                                                                       | [ 7 ]   |
| 3   | 29−31.07.1996 | Atlanta        | złoty   | Inesa Kraweć                | trójskok kobiet                   | −                                                                                                 | [ 15 ]  |
| 4   | 1−3.08.1996   | Atlanta        | brązowy | Inha Babakowa               | skok wzwyż kobiet                 | Stefka Kostadinowa                                                                                | [ 20 ]  |
| 5   | 22−24.09.2000 | Sydney         | brązowy | Ołena Howorowa              | trójskok kobiet                   | Tereza Marinowa                                                                                   | [ 36 ]  |
| 6   | 25−28.09.2000 | Sydney         | brązowy | Roman Szczurenko            | skok w dal mężczyzn               | Iván Pedroso                                                                                      | [ 39 ]  |
| 7   | 22−24.08.2004 | Ateny          | srebrny | Ołena Owczarowa-Krasowśka   | bieg na 100 m przez płotki kobiet | Joanna Hayes                                                                                      | [ 60 ]  |
| 8   | 21−25.08.2004 | Ateny          | brązowy | Tetiana Tereszczuk-Antipowa | bieg na 400 m przez płotki kobiet | Fani Chalkia                                                                                      | [ 61 ]  |
| 9   | 26−28.08.2004 | Ateny          | brązowy | Wiktorija Stiopina          | skok wzwyż kobiet                 | Jelena Slesarienko                                                                                | [ 65 ]  |
| 10  | 15−16.08.2008 | Pekin          | złoty   | Natalija Dobrynska          | siedmiobój kobiet                 | −                                                                                                 | [ 76 ]  |
| 11  | 15−18.08.2008 | Pekin          | srebrny | Ołena Antonowa              | rzut dyskiem kobiet               | Stephanie Brown Trafton                                                                           | [ 80 ]  |
| 12  | 21−23.08.2008 | Pekin          | srebrny | Iryna Liszczynśka           | bieg na 1500 m kobiet             | Nancy Langat                                                                                      | [ 85 ]  |
| 13  | 21−23.08.2008 | Pekin          | brązowy | Natalija Tobias             | bieg na 1500 m kobiet             | Nancy Langat                                                                                      | [ 85 ]  |
| 14  | 3−5.08.2012   | Londyn         | brązowy | Olha Saładucha              | trójskok kobiet                   | Olga Rypakowa                                                                                     | [ 95 ]  |
| 15  | 9−10.08.2012  | Londyn         | brązowy | Jelizaweta Bryzhina         | sztafeta 4 × 100 m kobiet         | USA Allyson Felix Carmelita Jeter Bianca Knight Tianna Madison Jeneba Tarmoh Lauryn Williams      | [ 98 ]  |
| 15  | 9−10.08.2012  | Londyn         | brązowy | Ołesia Powch                | sztafeta 4 × 100 m kobiet         | USA Allyson Felix Carmelita Jeter Bianca Knight Tianna Madison Jeneba Tarmoh Lauryn Williams      | [ 98 ]  |
| 15  | 9−10.08.2012  | Londyn         | brązowy | Marija Riemień              | sztafeta 4 × 100 m kobiet         | USA Allyson Felix Carmelita Jeter Bianca Knight Tianna Madison Jeneba Tarmoh Lauryn Williams      | [ 98 ]  |
| 15  | 9−10.08.2012  | Londyn         | brązowy | Chrystyna Stuj              | sztafeta 4 × 100 m kobiet         | USA Allyson Felix Carmelita Jeter Bianca Knight Tianna Madison Jeneba Tarmoh Lauryn Williams      | [ 98 ]  |
| 16  | 10−11.08.2012 | Londyn         | brązowy | Anna Jaroszczuk             | sztafeta 4 × 400 m kobiet         | USA Keshia Baker Diamond Dixon Allyson Felix Francena McCorory Sanya Richards-Ross DeeDee Trotter | [ 98 ]  |
| 16  | 10−11.08.2012 | Londyn         | brązowy | Alina Łohwynenko            | sztafeta 4 × 400 m kobiet         | USA Keshia Baker Diamond Dixon Allyson Felix Francena McCorory Sanya Richards-Ross DeeDee Trotter | [ 98 ]  |
| 16  | 10−11.08.2012 | Londyn         | brązowy | Natalija Pyhyda             | sztafeta 4 × 400 m kobiet         | USA Keshia Baker Diamond Dixon Allyson Felix Francena McCorory Sanya Richards-Ross DeeDee Trotter | [ 98 ]  |
| 16  | 10−11.08.2012 | Londyn         | brązowy | Olha Zemlak                 | sztafeta 4 × 400 m kobiet         | USA Keshia Baker Diamond Dixon Allyson Felix Francena McCorory Sanya Richards-Ross DeeDee Trotter | [ 98 ]  |
| 17  | 14−16.08.2016 | Rio de Janeiro | brązowy | Bohdan Bondarenko           | skok wzwyż mężczyzn               | Derek Drouin                                                                                      | [ 114 ] |
| 18  | 5−7.08.2021   | Tokio          | brązowy | Jarosława Mahuczich         | skok wzwyż kobiet                 | Marija Łasickiene                                                                                 | [ 136 ] |

### Łucznictwo
| Lp. | Data          | Miejsce | Medal   | Zawodnik          | Konkurencja                   | Zwycięzca                                                | Źródło |
| --- | ------------- | ------- | ------- | ----------------- | ----------------------------- | -------------------------------------------------------- | ------ |
| 1   | 28−29.07.1996 | Atlanta | brązowy | Ołena Sadownycza  | turniej indywidualny kobiet   | Kim Kyung-wook                                           | [ 14 ] |
| 2   | 16−21.09.2000 | Sydney  | srebrny | Natalija Burdejna | turniej drużynowy kobiet      | Korea Południowa Kim Nam-soon Kim Soo-nyung Yun Mi-jin   | [ 31 ] |
| 2   | 16−21.09.2000 | Sydney  | srebrny | Ołena Sadownycza  | turniej drużynowy kobiet      | Korea Południowa Kim Nam-soon Kim Soo-nyung Yun Mi-jin   | [ 31 ] |
| 2   | 16−21.09.2000 | Sydney  | srebrny | Kateryna Serdiuk  | turniej drużynowy kobiet      | Korea Południowa Kim Nam-soon Kim Soo-nyung Yun Mi-jin   | [ 31 ] |
| 3   | 12−21.08.2004 | Ateny   | brązowy | Dmytro Hraczow    | turniej drużynowy mężczyzn    | Korea Południowa Im Dong-hyun Jang Yong-ho Park Kyung-mo | [ 54 ] |
| 3   | 12−21.08.2004 | Ateny   | brązowy | Wiktor Ruban      | turniej drużynowy mężczyzn    | Korea Południowa Im Dong-hyun Jang Yong-ho Park Kyung-mo | [ 54 ] |
| 3   | 12−21.08.2004 | Ateny   | brązowy | Ołeksandr Serdiuk | turniej drużynowy mężczyzn    | Korea Południowa Im Dong-hyun Jang Yong-ho Park Kyung-mo | [ 54 ] |
| 4   | 9−15.08.2008  | Pekin   | złoty   | Wiktor Ruban      | turniej indywidualny mężczyzn | −                                                        | [ 73 ] |

### Pięciobój nowoczesny
| Lp. | Data          | Miejsce        | Medal   | Zawodnik           | Konkurencja                   | Zwycięzca       | Źródło  |
| --- | ------------- | -------------- | ------- | ------------------ | ----------------------------- | --------------- | ------- |
| 1   | 18−20.08.2016 | Rio de Janeiro | srebrny | Pawło Tymoszczenko | turniej indywidualny mężczyzn | Aleksandr Lesun | [ 118 ] |

### Piłka ręczna
| Lp. | Data          | Miejsce | Medal   | Zawodnik            | Konkurencja    | Zwycięzca | Źródło |
| --- | ------------- | ------- | ------- | ------------------- | -------------- | --- | ------ |
| 1   | 15−29.08.2004 | Ateny   | brązowy | Anastasija Borodina | turniej kobiet | Dania Kristine Andersen Karen Brødsgaard Line Daugaard Katrine Fruelund Trine Jensen Rikke Hørlykke Lotte Kiærskou Henriette Mikkelsen Karin Mortensen Louise Bager Nørgaard Rikke Schmidt Rikke Skov Camilla Thomsen Josephine Touray Mette Vestergaard Larsen | [ 54 ] |
| 1   | 15−29.08.2004 | Ateny   | brązowy | Natalija Borysenko  | turniej kobiet | Dania Kristine Andersen Karen Brødsgaard Line Daugaard Katrine Fruelund Trine Jensen Rikke Hørlykke Lotte Kiærskou Henriette Mikkelsen Karin Mortensen Louise Bager Nørgaard Rikke Schmidt Rikke Skov Camilla Thomsen Josephine Touray Mette Vestergaard Larsen | [ 54 ] |
| 1   | 15−29.08.2004 | Ateny   | brązowy | Hanna Burmistrowa   | turniej kobiet | Dania Kristine Andersen Karen Brødsgaard Line Daugaard Katrine Fruelund Trine Jensen Rikke Hørlykke Lotte Kiærskou Henriette Mikkelsen Karin Mortensen Louise Bager Nørgaard Rikke Schmidt Rikke Skov Camilla Thomsen Josephine Touray Mette Vestergaard Larsen | [ 54 ] |
| 1   | 15−29.08.2004 | Ateny   | brązowy | Ołena Cyhycia       | turniej kobiet | Dania Kristine Andersen Karen Brødsgaard Line Daugaard Katrine Fruelund Trine Jensen Rikke Hørlykke Lotte Kiærskou Henriette Mikkelsen Karin Mortensen Louise Bager Nørgaard Rikke Schmidt Rikke Skov Camilla Thomsen Josephine Touray Mette Vestergaard Larsen | [ 54 ] |
| 1   | 15−29.08.2004 | Ateny   | brązowy | Iryna Honczarowa    | turniej kobiet | Dania Kristine Andersen Karen Brødsgaard Line Daugaard Katrine Fruelund Trine Jensen Rikke Hørlykke Lotte Kiærskou Henriette Mikkelsen Karin Mortensen Louise Bager Nørgaard Rikke Schmidt Rikke Skov Camilla Thomsen Josephine Touray Mette Vestergaard Larsen | [ 54 ] |
| 1   | 15−29.08.2004 | Ateny   | brązowy | Ołena Jacenko       | turniej kobiet | Dania Kristine Andersen Karen Brødsgaard Line Daugaard Katrine Fruelund Trine Jensen Rikke Hørlykke Lotte Kiærskou Henriette Mikkelsen Karin Mortensen Louise Bager Nørgaard Rikke Schmidt Rikke Skov Camilla Thomsen Josephine Touray Mette Vestergaard Larsen | [ 54 ] |
| 1   | 15−29.08.2004 | Ateny   | brązowy | Natalija Lapina     | turniej kobiet | Dania Kristine Andersen Karen Brødsgaard Line Daugaard Katrine Fruelund Trine Jensen Rikke Hørlykke Lotte Kiærskou Henriette Mikkelsen Karin Mortensen Louise Bager Nørgaard Rikke Schmidt Rikke Skov Camilla Thomsen Josephine Touray Mette Vestergaard Larsen | [ 54 ] |
| 1   | 15−29.08.2004 | Ateny   | brązowy | Hałyna Markuszewśka | turniej kobiet | Dania Kristine Andersen Karen Brødsgaard Line Daugaard Katrine Fruelund Trine Jensen Rikke Hørlykke Lotte Kiærskou Henriette Mikkelsen Karin Mortensen Louise Bager Nørgaard Rikke Schmidt Rikke Skov Camilla Thomsen Josephine Touray Mette Vestergaard Larsen | [ 54 ] |
| 1   | 15−29.08.2004 | Ateny   | brązowy | Ołena Radczenko     | turniej kobiet | Dania Kristine Andersen Karen Brødsgaard Line Daugaard Katrine Fruelund Trine Jensen Rikke Hørlykke Lotte Kiærskou Henriette Mikkelsen Karin Mortensen Louise Bager Nørgaard Rikke Schmidt Rikke Skov Camilla Thomsen Josephine Touray Mette Vestergaard Larsen | [ 54 ] |
| 1   | 15−29.08.2004 | Ateny   | brązowy | Oksana Rajchel      | turniej kobiet | Dania Kristine Andersen Karen Brødsgaard Line Daugaard Katrine Fruelund Trine Jensen Rikke Hørlykke Lotte Kiærskou Henriette Mikkelsen Karin Mortensen Louise Bager Nørgaard Rikke Schmidt Rikke Skov Camilla Thomsen Josephine Touray Mette Vestergaard Larsen | [ 54 ] |
| 1   | 15−29.08.2004 | Ateny   | brązowy | Hanna Siukało       | turniej kobiet | Dania Kristine Andersen Karen Brødsgaard Line Daugaard Katrine Fruelund Trine Jensen Rikke Hørlykke Lotte Kiærskou Henriette Mikkelsen Karin Mortensen Louise Bager Nørgaard Rikke Schmidt Rikke Skov Camilla Thomsen Josephine Touray Mette Vestergaard Larsen | [ 54 ] |
| 1   | 15−29.08.2004 | Ateny   | brązowy | Ludmyła Szewczenko  | turniej kobiet | Dania Kristine Andersen Karen Brødsgaard Line Daugaard Katrine Fruelund Trine Jensen Rikke Hørlykke Lotte Kiærskou Henriette Mikkelsen Karin Mortensen Louise Bager Nørgaard Rikke Schmidt Rikke Skov Camilla Thomsen Josephine Touray Mette Vestergaard Larsen | [ 54 ] |
| 1   | 15−29.08.2004 | Ateny   | brązowy | Tetiana Szynkarenko | turniej kobiet | Dania Kristine Andersen Karen Brødsgaard Line Daugaard Katrine Fruelund Trine Jensen Rikke Hørlykke Lotte Kiærskou Henriette Mikkelsen Karin Mortensen Louise Bager Nørgaard Rikke Schmidt Rikke Skov Camilla Thomsen Josephine Touray Mette Vestergaard Larsen | [ 54 ] |
| 1   | 15−29.08.2004 | Ateny   | brązowy | Maryna Werheluk     | turniej kobiet | Dania Kristine Andersen Karen Brødsgaard Line Daugaard Katrine Fruelund Trine Jensen Rikke Hørlykke Lotte Kiærskou Henriette Mikkelsen Karin Mortensen Louise Bager Nørgaard Rikke Schmidt Rikke Skov Camilla Thomsen Josephine Touray Mette Vestergaard Larsen | [ 54 ] |
| 1   | 15−29.08.2004 | Ateny   | brązowy | Łarysa Zaspa        | turniej kobiet | Dania Kristine Andersen Karen Brødsgaard Line Daugaard Katrine Fruelund Trine Jensen Rikke Hørlykke Lotte Kiærskou Henriette Mikkelsen Karin Mortensen Louise Bager Nørgaard Rikke Schmidt Rikke Skov Camilla Thomsen Josephine Touray Mette Vestergaard Larsen | [ 54 ] |

### Pływanie
| Lp. | Data            | Miejsce | Medal   | Zawodnik           | Konkurencja                      | Zwycięzca      | Źródło  |
| --- | --------------- | ------- | ------- | ------------------ | -------------------------------- | -------------- | ------- |
| 1   | 16.09.2000      | Sydney  | złoty   | Jana Kłoczkowa     | 400 m stylem zmiennym kobiet     | −              | [ 23 ]  |
| 2   | 18−19.09.2000   | Sydney  | srebrny | Denys Syłantiew    | 200 m stylem motylkowym mężczyzn | Tom Malchow    | [ 25 ]  |
| 3   | 18−19.09.2000   | Sydney  | złoty   | Jana Kłoczkowa     | 200 m stylem zmiennym kobiet     | −              | [ 27 ]  |
| 4   | 21−22.09.2000   | Sydney  | srebrny | Jana Kłoczkowa     | 800 m stylem dowolnym kobiet     | Brooke Bennett | [ 32 ]  |
| 5   | 14.08.2004      | Ateny   | złoty   | Jana Kłoczkowa     | 400 m stylem zmiennym kobiet     | −              | [ 47 ]  |
| 6   | 16−17.08.2004   | Ateny   | złoty   | Jana Kłoczkowa     | 200 m stylem zmiennym kobiet     | −              | [ 50 ]  |
| 7   | 19−20.08.2004   | Ateny   | brązowy | Andrij Serdinow    | 100 m stylem motylkowym mężczyzn | Michael Phelps | [ 53 ]  |
| 8   | 27−29.07.2021   | Tokio   | brązowy | Mychajło Romanczuk | 800 m stylem dowlonym mężczyzn   | Robert Finke   | [ 122 ] |
| 9   | 30.07−1.08.2021 | Tokio   | srebrny | Mychajło Romanczuk | 1500 m stylem dowlonym mężczyzn  | Robert Finke   | [ 124 ] |

### Pływanie synchroniczne
| Lp. | Data        | Miejsce | Medal   | Zawodnik              | Konkurencja    | Zwycięzca | Źródło  |
| --- | ----------- | ------- | ------- | --------------------- | -------------- | --- | ------- |
| 1   | 2−4.08.2021 | Tokio   | brązowy | Marta Fedina          | duety kobiet   | Swietłana Kolesniczenko Swietłana Romaszyna | [ 129 ] |
| 1   | 2−4.08.2021 | Tokio   | brązowy | Anastasija Sawczuk    | duety kobiet   | Swietłana Kolesniczenko Swietłana Romaszyna | [ 129 ] |
| 2   | 6−7.08.2021 | Tokio   | brązowy | Maryna Ałeksijiwa     | drużyny kobiet | Rosyjski Komitet Olimpijski Włada Czigiriowa Marina Goladkina Swietłana Kolesniczenko Polina Komar Aleksandra Packiewicz Swietłana Romaszyna Ałła Szyszkina Marija Szuroczkina | [ 135 ] |
| 2   | 6−7.08.2021 | Tokio   | brązowy | Władysława Ałeksijiwa | drużyny kobiet | Rosyjski Komitet Olimpijski Włada Czigiriowa Marina Goladkina Swietłana Kolesniczenko Polina Komar Aleksandra Packiewicz Swietłana Romaszyna Ałła Szyszkina Marija Szuroczkina | [ 135 ] |
| 2   | 6−7.08.2021 | Tokio   | brązowy | Marta Fedina          | drużyny kobiet | Rosyjski Komitet Olimpijski Włada Czigiriowa Marina Goladkina Swietłana Kolesniczenko Polina Komar Aleksandra Packiewicz Swietłana Romaszyna Ałła Szyszkina Marija Szuroczkina | [ 135 ] |
| 2   | 6−7.08.2021 | Tokio   | brązowy | Jełyzaweta Jachno     | drużyny kobiet | Rosyjski Komitet Olimpijski Włada Czigiriowa Marina Goladkina Swietłana Kolesniczenko Polina Komar Aleksandra Packiewicz Swietłana Romaszyna Ałła Szyszkina Marija Szuroczkina | [ 135 ] |
| 2   | 6−7.08.2021 | Tokio   | brązowy | Kateryna Reznik       | drużyny kobiet | Rosyjski Komitet Olimpijski Włada Czigiriowa Marina Goladkina Swietłana Kolesniczenko Polina Komar Aleksandra Packiewicz Swietłana Romaszyna Ałła Szyszkina Marija Szuroczkina | [ 135 ] |
| 2   | 6−7.08.2021 | Tokio   | brązowy | Anastasija Sawczuk    | drużyny kobiet | Rosyjski Komitet Olimpijski Włada Czigiriowa Marina Goladkina Swietłana Kolesniczenko Polina Komar Aleksandra Packiewicz Swietłana Romaszyna Ałła Szyszkina Marija Szuroczkina | [ 135 ] |
| 2   | 6−7.08.2021 | Tokio   | brązowy | Ksenija Sydorenko     | drużyny kobiet | Rosyjski Komitet Olimpijski Włada Czigiriowa Marina Goladkina Swietłana Kolesniczenko Polina Komar Aleksandra Packiewicz Swietłana Romaszyna Ałła Szyszkina Marija Szuroczkina | [ 135 ] |
| 2   | 6−7.08.2021 | Tokio   | brązowy | Alina Szynkarenko     | drużyny kobiet | Rosyjski Komitet Olimpijski Włada Czigiriowa Marina Goladkina Swietłana Kolesniczenko Polina Komar Aleksandra Packiewicz Swietłana Romaszyna Ałła Szyszkina Marija Szuroczkina | [ 135 ] |

### Podnoszenie ciężarów
| Lp. | Data       | Miejsce | Medal   | Zawodnik        | Konkurencja             | Zwycięzca            | Źródło |
| --- | ---------- | ------- | ------- | --------------- | ----------------------- | -------------------- | ------ |
| 1   | 28.07.1996 | Atlanta | brązowy | Denys Hotfrid   | I waga ciężka mężczyzn  | Akakios Kachiaswilis | [ 8 ]  |
| 2   | 29.07.1996 | Atlanta | złoty   | Timur Tajmazow  | II waga ciężka mężczyzn | −                    | [ 9 ]  |
| 3   | 18.08.2004 | Ateny   | złoty   | Natalija Skakun | waga średnia kobiet     | −                    | [ 51 ] |
| 4   | 24.08.2004 | Ateny   | srebrny | Ihor Razorionow | waga ciężka mężczyzn    | Dmitrij Bieriestow   | [ 59 ] |
| 5   | 29.07.2012 | Londyn  | brązowy | Julija Paratowa | waga piórkowa kobiet    | Hsu Shu-ching        | [ 90 ] |

### Skoki do wody
| Lp. | Data       | Miejsce | Medal   | Zawodnik         | Konkurencja                            | Zwycięzca                     | Źródło |
| --- | ---------- | ------- | ------- | ---------------- | -------------------------------------- | ----------------------------- | ------ |
| 1   | 23.09.2000 | Sydney  | brązowy | Hanna Sorokina   | trampolina 3 m synchronicznie kobiet   | Wiera Iljina Julija Pachalina | [ 34 ] |
| 1   | 23.09.2000 | Sydney  | brązowy | Ołena Żupina     | trampolina 3 m synchronicznie kobiet   | Wiera Iljina Julija Pachalina | [ 34 ] |
| 2   | 13.08.2008 | Pekin   | brązowy | Illa Kwasza      | trampolina 3 m synchronicznie mężczyzn | Qin Kai Wang Feng             | [ 69 ] |
| 2   | 13.08.2008 | Pekin   | brązowy | Ołeksij Pryhorow | trampolina 3 m synchronicznie mężczyzn | Qin Kai Wang Feng             | [ 69 ] |

### Strzelectwo
| Lp. | Data          | Miejsce        | Medal   | Zawodnik         | Konkurencja                                        | Zwycięzca             | Źródło  |
| --- | ------------- | -------------- | ------- | ---------------- | -------------------------------------------------- | --------------------- | ------- |
| 1   | 22−23.09.2000 | Atlanta        | złoty   | Mykoła Milczew   | skeet mężczyzn                                     | −                     | [ 35 ]  |
| 2   | 15.08.2004    | Ateny          | złoty   | Ołena Kostewycz  | pistolet pneumatyczny, 10 m kobiet                 | −                     | [ 48 ]  |
| 3   | 15.08.2008    | Pekin          | złoty   | Artur Ajwazian   | karabin małokalibrowy, leżąc, 50 m mężczyzn        | −                     | [ 72 ]  |
| 4   | 15−16.08.2008 | Pekin          | złoty   | Ołeksandr Petriw | pistolet szybkostrzelny, 25 m mężczyzn             | −                     | [ 74 ]  |
| 5   | 17.08.2008    | Pekin          | srebrny | Jurij Suchorukow | karabin małokalibrowy, trzy postawy, 50 m mężczyzn | Qiu Jian              | [ 77 ]  |
| 6   | 29.07.2012    | Londyn         | brązowy | Ołena Kostewycz  | pistolet pneumatyczny, 10 m kobiet                 | Guo Wenjun            | [ 89 ]  |
| 7   | 1.08.2012     | Londyn         | brązowy | Ołena Kostewycz  | pistolet sportowy, 25 m kobiet                     | Kim Jang-mi           | [ 94 ]  |
| 8   | 8.08.2016     | Rio de Janeiro | srebrny | Serhij Kulisz    | karabin pneumatyczny, 10 m mężczyzn                | Niccolò Campriani     | [ 109 ] |
| 9   | 27.07.2021    | Tokio          | brązowy | Ołena Kostewycz  | pistolet pneumatyczny, 10 m drużyny mieszane       | Jiang Ranxin Pang Wei | [ 121 ] |
| 9   | 27.07.2021    | Tokio          | brązowy | Ołeh Omelczuk    | pistolet pneumatyczny, 10 m drużyny mieszane       | Jiang Ranxin Pang Wei | [ 121 ] |

### Szermierka
| Lp. | Data       | Miejsce        | Medal   | Zawodnik          | Konkurencja                   | Zwycięzca                                                                | Źródło  |
| --- | ---------- | -------------- | ------- | ----------------- | ----------------------------- | ------------------------------------------------------------------------ | ------- |
| 1   | 14.08.2004 | Ateny          | brązowy | Władysław Tretiak | szabla indywidualnie mężczyzn | Aldo Montano                                                             | [ 46 ]  |
| 2   | 14.08.2008 | Pekin          | złoty   | Olha Charłan      | szabla drużynowo kobiet       | −                                                                        | [ 71 ]  |
| 2   | 14.08.2008 | Pekin          | złoty   | Ołena Chomrowa    | szabla drużynowo kobiet       | −                                                                        | [ 71 ]  |
| 2   | 14.08.2008 | Pekin          | złoty   | Hałyna Pundyk     | szabla drużynowo kobiet       | −                                                                        | [ 71 ]  |
| 2   | 14.08.2008 | Pekin          | złoty   | Olha Żownir       | szabla drużynowo kobiet       | −                                                                        | [ 71 ]  |
| 3   | 30.07.2012 | Londyn         | złoty   | Jana Szemiakina   | szpada indywidualnie kobiet   | −                                                                        | [ 91 ]  |
| 4   | 1.08.2012  | Londyn         | brązowy | Olha Charłan      | szabla indywidualnie kobiet   | Kim Ji-yeon                                                              | [ 92 ]  |
| 5   | 8.08.2016  | Rio de Janeiro | brązowy | Olha Charłan      | szabla indywidualnie kobiet   | Jana Jegorian                                                            | [ 108 ] |
| 6   | 13.08.2016 | Rio de Janeiro | srebrny | Olha Charłan      | szabla drużynowo kobiet       | Rosja Jekatierina Djaczenko Julija Gawriłowa Jana Jegorian Sofja Wielika | [ 111 ] |
| 6   | 13.08.2016 | Rio de Janeiro | srebrny | Alina Komaszczuk  | szabla drużynowo kobiet       | Rosja Jekatierina Djaczenko Julija Gawriłowa Jana Jegorian Sofja Wielika | [ 111 ] |
| 6   | 13.08.2016 | Rio de Janeiro | srebrny | Ołena Krawaćka    | szabla drużynowo kobiet       | Rosja Jekatierina Djaczenko Julija Gawriłowa Jana Jegorian Sofja Wielika | [ 111 ] |
| 6   | 13.08.2016 | Rio de Janeiro | srebrny | Ołena Woronina    | szabla drużynowo kobiet       | Rosja Jekatierina Djaczenko Julija Gawriłowa Jana Jegorian Sofja Wielika | [ 111 ] |
| 7   | 25.07.2021 | Tokio          | brązowy | Ihor Rejzlin      | szpada indywidualnie mężczyzn | Romain Cannone                                                           | [ 120 ] |

### Tenis ziemny
| Lp. | Data          | Miejsce | Medal   | Zawodnik        | Konkurencja           | Zwycięzca      | Źródło  |
| --- | ------------- | ------- | ------- | --------------- | --------------------- | -------------- | ------- |
| 1   | 24−31.07.2021 | Tokio   | brązowy | Elina Switolina | gra pojedyncza kobiet | Belinda Bencic | [ 123 ] |

### Wioślarstwo
| Lp. | Data            | Miejsce | Medal   | Zawodnik             | Konkurencja               | Zwycięzca                                                               | Źródło |
| --- | --------------- | ------- | ------- | -------------------- | ------------------------- | ----------------------------------------------------------------------- | ------ |
| 1   | 22–28.07.1996   | Atlanta | srebrny | Inna Frołowa         | czwórka podwójna kobiet   | Niemcy Kathrin Boron Kerstin Köppen Katrin Rutschow Jana Sorgers        | [ 6 ]  |
| 1   | 22–28.07.1996   | Atlanta | srebrny | Switłana Mazij       | czwórka podwójna kobiet   | Niemcy Kathrin Boron Kerstin Köppen Katrin Rutschow Jana Sorgers        | [ 6 ]  |
| 1   | 22–28.07.1996   | Atlanta | srebrny | Dina Miftachutdinowa | czwórka podwójna kobiet   | Niemcy Kathrin Boron Kerstin Köppen Katrin Rutschow Jana Sorgers        | [ 6 ]  |
| 1   | 22–28.07.1996   | Atlanta | srebrny | Ołena Ronżyna        | czwórka podwójna kobiet   | Niemcy Kathrin Boron Kerstin Köppen Katrin Rutschow Jana Sorgers        | [ 6 ]  |
| 2   | 15–22.08.2004   | Ateny   | brązowy | Serhij Biłouszczenko | czwórka podwójna mężczyzn | Rosja Siergiej Fiedorowcew Igor Krawcow Nikołaj Spiniew Aleksiej Swirin | [ 56 ] |
| 2   | 15–22.08.2004   | Ateny   | brązowy | Serhij Hryń          | czwórka podwójna mężczyzn | Rosja Siergiej Fiedorowcew Igor Krawcow Nikołaj Spiniew Aleksiej Swirin | [ 56 ] |
| 2   | 15–22.08.2004   | Ateny   | brązowy | Ołeh Łykow           | czwórka podwójna mężczyzn | Rosja Siergiej Fiedorowcew Igor Krawcow Nikołaj Spiniew Aleksiej Swirin | [ 56 ] |
| 2   | 15–22.08.2004   | Ateny   | brązowy | Leonid Szaposznykow  | czwórka podwójna mężczyzn | Rosja Siergiej Fiedorowcew Igor Krawcow Nikołaj Spiniew Aleksiej Swirin | [ 56 ] |
| 3   | 28.07–1.08.2012 | Londyn  | złoty   | Jana Dementjewa      | czwórka podwójna kobiet   | –                                                                       | [ 93 ] |
| 3   | 28.07–1.08.2012 | Londyn  | złoty   | Natalija Dowhod´ko   | czwórka podwójna kobiet   | –                                                                       | [ 93 ] |
| 3   | 28.07–1.08.2012 | Londyn  | złoty   | Anastasija Kożenkowa | czwórka podwójna kobiet   | –                                                                       | [ 93 ] |
| 3   | 28.07–1.08.2012 | Londyn  | złoty   | Kateryna Tarasenko   | czwórka podwójna kobiet   | –                                                                       | [ 93 ] |

### Zapasy
| Lp. | Data            | Miejsce        | Medal   | Zawodnik                | Konkurencja                                    | Zwycięzca           | Źródło  |
| --- | --------------- | -------------- | ------- | ----------------------- | ---------------------------------------------- | ------------------- | ------- |
| 1   | 19−20.07.1996   | Atlanta        | brązowy | Andrij Kałasznikow      | kategoria do 52 kg w stylu klasycznym mężczyzn | Armen Nazarian      | [ 1 ]   |
| 2   | 21−22.07.1996   | Atlanta        | złoty   | Wjaczesław Ołejnyk      | kategoria do 90 kg w stylu klasycznym mężczyzn | –                   | [ 2 ]   |
| 3   | 29−30.07.1996   | Atlanta        | brązowy | Zaza Zazirow            | kategoria do 68 kg w stylu wolnym mężczyzn     | Wadim Bogijew       | [ 13 ]  |
| 4   | 31.07−1.08.1996 | Atlanta        | brązowy | Elbrus Tedejew          | kategoria do 62 kg w stylu wolnym mężczyzn     | Tom Brands          | [ 18 ]  |
| 5   | 24−26.09.2000   | Sydney         | srebrny | Dawyd Sałdadze          | kategoria do 97 kg w stylu klasycznym mężczyzn | Mikael Ljungberg    | [ 37 ]  |
| 6   | 29.09−1.10.2000 | Sydney         | srebrny | Jewhen Busłowycz        | kategoria do 58 kg w stylu wolnym mężczyzn     | Alireza Dabir       | [ 45 ]  |
| 7   | 22−23.08.2004   | Ateny          | złoty   | Iryna Merłeni           | kategoria do 48 kg w stylu wolnym kobiet       | –                   | [ 57 ]  |
| 8   | 27−28.08.2004   | Ateny          | złoty   | Elbrus Tedejew          | kategoria do 66 kg w stylu wolnym mężczyzn     | –                   | [ 64 ]  |
| 9   | 13.08.2008      | Pekin          | brązowy | Armen Wardanian         | kategoria do 66 kg w stylu klasycznym mężczyzn | Steeve Guénot       | [ 70 ]  |
| 10  | 16.08.2008      | Pekin          | brązowy | Iryna Merłeni-Mykulczyn | kategoria do 48 kg w stylu wolnym kobiet       | Carol Huynh         | [ 75 ]  |
| 11  | 20.08.2008      | Pekin          | srebrny | Andrij Stadnik          | kategoria do 66 kg w stylu wolnym mężczyzn     | Ramazan Şahin       | [ 81 ]  |
| 12  | 21.08.2008      | Pekin          | brązowy | Taras Dańko             | kategoria do 84 kg w stylu wolnym mężczyzn     | Rewaz Mindoraszwili | [ 82 ]  |
| 13  | 12.08.2012      | Londyn         | srebrny | Wałerij Andrijcew       | kategoria do 96 kg w stylu wolnym mężczyzn     | Jake Varner         | [ 107 ] |
| 14  | 15.08.2016      | Rio de Janeiro | srebrny | Żan Bełeniuk            | kategoria do 85 kg w stylu klasycznym mężczyzn | Dawit Czakwetadze   | [ 112 ] |
| 15  | 2–3.08.2021     | Tokio          | brązowy | Ałła Czerkasowa         | kategoria do 68 kg w stylu wolnym kobiet       | Tamyra Mensah-Stock | [ 125 ] |
| 16  | 3–4.08.2021     | Tokio          | złoty   | Żan Bełeniuk            | kategoria do 87 kg w stylu klasycznym mężczyzn | –                   | [ 126 ] |
| 17  | 3–4.08.2021     | Tokio          | srebrny | Parwiz Nasibow          | kategoria do 67 kg w stylu klasycznym mężczyzn | Mohammadreza Garaji | [ 127 ] |
| 18  | 3–4.08.2021     | Tokio          | brązowy | Iryna Koladenko         | kategoria do 62 kg w stylu wolnym kobiet       | Yukako Kawai        | [ 128 ] |

### Żeglarstwo
| Lp. | Data            | Miejsce | Medal   | Zawodnik             | Konkurencja          | Zwycięzca                                                | Źródło |
| --- | --------------- | ------- | ------- | -------------------- | -------------------- | -------------------------------------------------------- | ------ |
| 1   | 24.07–1.08.1996 | Atlanta | brązowy | Ołena Pacholczyk     | klasa 470 kobiet     | Begoña Vía-Dufresne Theresa Zabell                       | [ 16 ] |
| 1   | 24.07–1.08.1996 | Atlanta | brązowy | Rusłana Taran        | klasa 470 kobiet     | Begoña Vía-Dufresne Theresa Zabell                       | [ 16 ] |
| 2   | 24.07–1.08.1996 | Atlanta | złoty   | Jewhen Brasławeć     | klasa 470 mężczyzn   | –                                                        | [ 17 ] |
| 2   | 24.07–1.08.1996 | Atlanta | złoty   | Ihor Matwijenko      | klasa 470 mężczyzn   | –                                                        | [ 17 ] |
| 3   | 20–28.09.2000   | Sydney  | brązowy | Ołena Pacholczyk     | klasa 470 kobiet     | Jenny Armstrong Belinda Stowell                          | [ 38 ] |
| 3   | 20–28.09.2000   | Sydney  | brązowy | Rusłana Taran        | klasa 470 kobiet     | Jenny Armstrong Belinda Stowell                          | [ 38 ] |
| 4   | 14–20.08.2004   | Ateny   | srebrny | Hanna Kalinina       | klasa Yngling kobiet | Wielka Brytania Sarah Ayton Shirley Robertson Sarah Webb | [ 52 ] |
| 4   | 14–20.08.2004   | Ateny   | srebrny | Switłana Matewuszewa | klasa Yngling kobiet | Wielka Brytania Sarah Ayton Shirley Robertson Sarah Webb | [ 52 ] |
| 4   | 14–20.08.2004   | Ateny   | srebrny | Rusłana Taran        | klasa Yngling kobiet | Wielka Brytania Sarah Ayton Shirley Robertson Sarah Webb | [ 52 ] |
| 5   | 17–26.08.2004   | Ateny   | srebrny | Heorhij Łeonczuk     | klasa 49er otwarta   | Xabier Fernández Iker Martínez                           | [ 62 ] |
| 5   | 17–26.08.2004   | Ateny   | srebrny | Rodion Łuka          | klasa 49er otwarta   | Xabier Fernández Iker Martínez                           | [ 62 ] |

## Liczba medali według lat
Ukraińscy sportowcy zdobywali medale na siedmiu letnich igrzyskach olimpijskich, wszystkich, na których wystartowali. Najwięcej (po 23) wywalczyli podczas igrzysk w 1996 i 2000 roku. W Atlancie zdobyli największa ilość złotych medali – dziewięć. W tabeli przedstawiono liczbę medali zdobytych przez ukraińskich reprezentantów na kolejnych letnich igrzyskach olimpijskich.
| Rok i miejsce        | Złoto | Srebro | Brąz | Łącznie | Miejsce w klasyfikacji medalowej |
| -------------------- | ----- | ------ | ---- | ------- | -------------------------------- |
| 1996, Atlanta        | 9     | 2      | 12   | 23      | 9                                |
| 2000, Sydney         | 3     | 10     | 10   | 23      | 21                               |
| 2004, Ateny          | 8     | 5      | 9    | 22      | 12                               |
| 2008, Pekin          | 7     | 4      | 11   | 22      | 12                               |
| 2012, Londyn         | 5     | 4      | 10   | 19      | 14                               |
| 2016, Rio de Janeiro | 2     | 5      | 4    | 11      | 31                               |
| 2021, Tokio          | 1     | 6      | 12   | 19      | 44                               |
| Łącznie              | 35    | 36     | 68   | 139     | 35                               |

## Liczba medali według dyscyplin
Ukraińcy stali na podium letnich igrzysk olimpijskich w dwudziestu dyscyplinach sportowych. Najczęściej – dziewiętnastokrotnie – dokonali tego w konkurencjach gimnastycznych. Konkurencją, w której reprezentanci Ukrainy zdobyli najwięcej medali jest wielobój indywidualnie kobiet (gimnastyka artystyczna) – pięć medali (jeden złoty i cztery brązowe). Najwięcej złotych medali zdobyli w ćwiczeniach na poręczach mężczyzn (gimnastyka sportowa). W poniższym zestawieniu ukazano liczbę medali zdobytych przez ukraińskich olimpijczyków według dyscyplin i konkurencji.
| Dyscyplina             | Konkurencja                                            | Złoto | Srebro | Brąz | Łącznie |
| ---------------------- | ------------------------------------------------------ | ----- | ------ | ---- | ------- |
| Boks                   | waga papierowa mężczyzn                                | –     | –      | 1    | 1       |
| Boks                   | waga musza mężczyzn                                    | –     | –      | 1    | 1       |
| Boks                   | waga kogucia mężczyzn                                  | –     | –      | 1    | 1       |
| Boks                   | waga piórkowa mężczyzn                                 | 1     | –      | –    | 1       |
| Boks                   | waga lekka mężczyzn                                    | 1     | 1      | –    | 2       |
| Boks                   | waga lekkopółśrednia mężczyzn                          | –     | 1      | –    | 1       |
| Boks                   | waga półśrednia mężczyzn                               | –     | 1      | 1    | 2       |
| Boks                   | waga średnia mężczyzn                                  | –     | 1      | –    | 1       |
| Boks                   | waga półciężka mężczyzn                                | –     | –      | 2    | 2       |
| Boks                   | waga ciężka mężczyzn                                   | 1     | –      | –    | 1       |
| Boks                   | waga superciężka mężczyzn                              | 1     | –      | 1    | 2       |
| Boks                   | razem                                                  | 4     | 4      | 7    | 15      |
| Gimnastyka             | ćwiczenia na kółkach mężczyzn                          | –     | –      | 1    | 1       |
| Gimnastyka             | ćwiczenia na poręczach mężczyzn                        | 3     | –      | –    | 3       |
| Gimnastyka             | ćwiczenia na równoważni kobiet                         | –     | 1      | –    | 1       |
| Gimnastyka             | ćwiczenia wolne kobiet                                 | 1     | –      | –    | 1       |
| Gimnastyka             | skoki mężczyzn                                         | –     | –      | 1    | 1       |
| Gimnastyka             | skoki na trampolinie kobiet                            | –     | 1      | –    | 1       |
| Gimnastyka             | skoki na trampolinie mężczyzn                          | 1     | –      | –    | 1       |
| Gimnastyka             | wielobój drużynowo mężczyzn                            | –     | 1      | 1    | 2       |
| Gimnastyka             | wielobój indywidualnie kobiet (gimnastyka artystyczna) | 1     | –      | 4    | 5       |
| Gimnastyka             | wielobój indywidualnie kobiet (gimnastyka sportowa)    | 1     | –      | –    | 1       |
| Gimnastyka             | wielobój indywidualnie mężczyzn (gimnastyka sportowa)  | –     | 1      | 1    | 2       |
| Gimnastyka             | razem                                                  | 7     | 4      | 8    | 19      |
| Judo                   | kategoria do 48 kg kobiet                              | –     | –      | 1    | 1       |
| Judo                   | kategoria do 81 kg mężczyzn                            | –     | 1      | 1    | 2       |
| Judo                   | kategoria do 90 kg mężczyzn                            | –     | –      | 1    | 1       |
| Judo                   | razem                                                  | –     | 1      | 3    | 4       |
| Kajakarstwo            | C-1 200 m kobiet                                       | –     | –      | 1    | 1       |
| Kajakarstwo            | C-1 200 m mężczyzn                                     | 2     | –      | –    | 2       |
| Kajakarstwo            | C-1 500 m mężczyzn                                     | –     | –      | 1    | 1       |
| Kajakarstwo            | C-2 500 m kobiet                                       | –     | 1      | –    | 1       |
| Kajakarstwo            | C-2 1000 m mężczyzn                                    | –     | –      | 1    | 1       |
| Kajakarstwo            | K-1 200 m kobiet                                       | –     | 1      | –    | 1       |
| Kajakarstwo            | K-1 500 m kobiet                                       | 1     | 1      | –    | 2       |
| Kajakarstwo            | K-4 500 m kobiet                                       | –     | –      | 1    | 1       |
| Kajakarstwo            | razem                                                  | 3     | 3      | 4    | 10      |
| Karate                 | kumite do 55 kg kobiet                                 | –     | 1      | –    | 1       |
| Karate                 | kumite do 75 kg mężczyzn                               | –     | –      | 1    | 1       |
| Karate                 | razem                                                  | –     | 1      | 1    | 2       |
| Kolarstwo              | sprint kobiet                                          | –     | 1      | 1    | 2       |
| Kolarstwo              | wyścig drużynowy na dochodzenie mężczyzn               | –     | 1      | –    | 1       |
| Kolarstwo              | wyścig indywidualny na dochodzenie kobiet              | –     | –      | 1    | 1       |
| Kolarstwo              | razem                                                  | –     | 2      | 2    | 4       |
| Lekkoatletyka          | bieg na 1500 m kobiet                                  | –     | 1      | 1    | 2       |
| Lekkoatletyka          | bieg na 100 m przez płotki kobiet                      | –     | 1      | –    | 1       |
| Lekkoatletyka          | bieg na 400 m przez płotki kobiet                      | –     | –      | 1    | 1       |
| Lekkoatletyka          | sztafeta 4 × 100 m kobiet                              | –     | –      | 1    | 1       |
| Lekkoatletyka          | sztafeta 4 × 400 m kobiet                              | –     | –      | 1    | 1       |
| Lekkoatletyka          | skok wzwyż kobiet                                      | –     | –      | 3    | 3       |
| Lekkoatletyka          | skok wzwyż mężczyzn                                    | –     | –      | 1    | 1       |
| Lekkoatletyka          | skok w dal mężczyzn                                    | –     | –      | 1    | 1       |
| Lekkoatletyka          | trójskok kobiet                                        | 1     | –      | 2    | 3       |
| Lekkoatletyka          | pchnięcie kulą mężczyzn                                | –     | –      | 1    | 1       |
| Lekkoatletyka          | rzut dyskiem kobiet                                    | –     | 1      | –    | 1       |
| Lekkoatletyka          | rzut młotem mężczyzn                                   | –     | –      | 1    | 1       |
| Lekkoatletyka          | siedmiobój kobiet                                      | 1     | –      | –    | 1       |
| Lekkoatletyka          | razem                                                  | 2     | 3      | 13   | 18      |
| Łucznictwo             | turniej indywidualny kobiet                            | –     | –      | 1    | 1       |
| Łucznictwo             | turniej indywidualny mężczyzn                          | 1     | –      | –    | 1       |
| Łucznictwo             | turniej drużynowy kobiet                               | –     | 1      | –    | 1       |
| Łucznictwo             | turniej drużynowy mężczyzn                             | –     | –      | 1    | 1       |
| Łucznictwo             | razem                                                  | 1     | 1      | 2    | 4       |
| Pięciobój nowoczesny   | turniej indywidualny mężczyzn                          | –     | 1      | –    | 1       |
| Pięciobój nowoczesny   | razem                                                  | –     | 1      | –    | 1       |
| Piłka ręczna           | turniej kobiet                                         | –     | –      | 1    | 1       |
| Piłka ręczna           | razem                                                  | –     | –      | 1    | 1       |
| Pływanie               | 100 m stylem motylkowym mężczyzn                       | –     | –      | 1    | 1       |
| Pływanie               | 200 m stylem motylkowym mężczyzn                       | –     | 1      | –    | 1       |
| Pływanie               | 200 m stylem zmiennym kobiet                           | 2     | –      | –    | 2       |
| Pływanie               | 400 m stylem zmiennym kobiet                           | 2     | –      | –    | 2       |
| Pływanie               | 800 m stylem dowolnym kobiet                           | –     | 1      | –    | 1       |
| Pływanie               | 800 m stylem dowlonym mężczyzn                         | –     | –      | 1    | 1       |
| Pływanie               | 1500 m stylem dowlonym mężczyzn                        | –     | 1      | –    | 1       |
| Pływanie               | razem                                                  | 4     | 3      | 2    | 9       |
| Pływanie synchroniczne | duety kobiet                                           | –     | –      | 1    | 1       |
| Pływanie synchroniczne | drużyny kobiet                                         | –     | –      | 1    | 1       |
| Pływanie synchroniczne | razem                                                  | –     | –      | 2    | 2       |
| Podnoszenie ciężarów   | waga piórkowa kobiet                                   | –     | –      | 1    | 1       |
| Podnoszenie ciężarów   | waga średnia kobiet                                    | 1     | –      | –    | 1       |
| Podnoszenie ciężarów   | waga ciężka mężczyzn                                   | –     | 1      | –    | 1       |
| Podnoszenie ciężarów   | I waga ciężka mężczyzn                                 | –     | –      | 1    | 1       |
| Podnoszenie ciężarów   | II waga ciężka mężczyzn                                | 1     | –      | –    | 1       |
| Podnoszenie ciężarów   | razem                                                  | 2     | 1      | 2    | 5       |
| Skoki do wody          | trampolina 3 m synchronicznie kobiet                   | –     | –      | 1    | 1       |
| Skoki do wody          | trampolina 3 m synchronicznie mężczyzn                 | –     | –      | 1    | 1       |
| Skoki do wody          | razem                                                  | –     | –      | 2    | 2       |
| Strzelectwo            | pistolet pneumatyczny, 10 m kobiet                     | 1     | –      | 1    | 2       |
| Strzelectwo            | pistolet pneumatyczny, 10 m drużyny mieszane           | –     | –      | 1    | 1       |
| Strzelectwo            | pistolet sportowy, 25 m kobiet                         | –     | –      | 1    | 1       |
| Strzelectwo            | pistolet szybkostrzelny, 25 m mężczyzn                 | 1     | –      | –    | 1       |
| Strzelectwo            | karabin małokalibrowy, leżąc, 50 m mężczyzn            | 1     | –      | –    | 1       |
| Strzelectwo            | karabin małokalibrowy, trzy postawy, 50 m mężczyzn     | –     | 1      | –    | 1       |
| Strzelectwo            | karabin pneumatyczny, 10 m mężczyzn                    | –     | 1      | –    | 1       |
| Strzelectwo            | skeet mężczyzn                                         | 1     | –      | –    | 1       |
| Strzelectwo            | razem                                                  | 4     | 2      | 3    | 9       |
| Szermierka             | szabla indywidualnie kobiet                            | –     | –      | 2    | 2       |
| Szermierka             | szabla indywidualnie mężczyzn                          | –     | –      | 1    | 1       |
| Szermierka             | szabla drużynowo kobiet                                | 1     | 1      | –    | 2       |
| Szermierka             | szpada indywidualnie kobiet                            | 1     | –      | –    | 1       |
| Szermierka             | szpada indywidualnie mężczyzn                          | –     | –      | 1    | 1       |
| Szermierka             | razem                                                  | 2     | 1      | 4    | 7       |
| Tenis ziemny           | gra pojedyncza kobiet                                  | –     | –      | 1    | 1       |
| Tenis ziemny           | razem                                                  | –     | –      | 1    | 1       |
| Wioślarstwo            | czwórka podwójna kobiet                                | 1     | 1      | –    | 2       |
| Wioślarstwo            | czwórka podwójna mężczyzn                              | –     | –      | 1    | 1       |
| Wioślarstwo            | razem                                                  | 1     | 1      | 1    | 3       |
| Zapasy                 | kategoria do 52 kg w stylu klasycznym mężczyzn         | –     | –      | 1    | 1       |
| Zapasy                 | kategoria do 66 kg w stylu klasycznym mężczyzn         | –     | –      | 1    | 1       |
| Zapasy                 | kategoria do 67 kg w stylu klasycznym mężczyzn         | –     | 1      | –    | 1       |
| Zapasy                 | kategoria do 85 kg w stylu klasycznym mężczyzn         | –     | 1      | –    | 1       |
| Zapasy                 | kategoria do 87 kg w stylu klasycznym mężczyzn         | 1     | –      | –    | 1       |
| Zapasy                 | kategoria do 90 kg w stylu klasycznym mężczyzn         | 1     | –      | –    | 1       |
| Zapasy                 | kategoria do 97 kg w stylu klasycznym mężczyzn         | –     | 1      | –    | 1       |
| Zapasy                 | kategoria do 48 kg w stylu wolnym kobiet               | 1     | –      | 1    | 2       |
| Zapasy                 | kategoria do 58 kg w stylu wolnym mężczyzn             | –     | 1      | –    | 1       |
| Zapasy                 | kategoria do 62 kg w stylu wolnym kobiet               | –     | –      | 1    | 1       |
| Zapasy                 | kategoria do 62 kg w stylu wolnym mężczyzn             | –     | –      | 1    | 1       |
| Zapasy                 | kategoria do 66 kg w stylu wolnym mężczyzn             | 1     | 1      | –    | 2       |
| Zapasy                 | kategoria do 68 kg w stylu wolnym kobiet               | –     | –      | 1    | 1       |
| Zapasy                 | kategoria do 68 kg w stylu wolnym mężczyzn             | –     | –      | 1    | 1       |
| Zapasy                 | kategoria do 84 kg w stylu wolnym mężczyzn             | –     | –      | 1    | 1       |
| Zapasy                 | kategoria do 96 kg w stylu wolnym mężczyzn             | –     | 1      | –    | 1       |
| Zapasy                 | razem                                                  | 4     | 6      | 8    | 18      |
| Żeglarstwo             | klasa 49er otwarta                                     | –     | 1      | –    | 1       |
| Żeglarstwo             | klasa 470 kobiet                                       | –     | –      | 2    | 2       |
| Żeglarstwo             | klasa 470 mężczyzn                                     | 1     | –      | –    | 1       |
| Żeglarstwo             | klasa Yngling kobiet                                   | –     | 1      | –    | 1       |
| Żeglarstwo             | razem                                                  | 1     | 2      | 2    | 5       |
| Łącznie                | Łącznie                                                | 35    | 36     | 68   | 139     |

## Klasyfikacja medalistów
Medale letnich igrzysk olimpijskich zdobyło łącznie 177 ukraińskich zawodników, z czego 75 dokonało tego wyłącznie w parach lub startach drużynowych. Najwięcej medali olimpijskich zdobyła Jana Kłoczkowa – 4 złote i 1 srebrny. Zawodnikami, którzy zdobywali medale na trzech kolejnych igrzyskach są: Olha Charłan (2008–2016), Jurij Czeban (2008–2016), Inna Osypenko (2004–2012), Rusłana Taran (1996–2004). Ponadto Ołena Kostewycz zdobyła medale na trzech nienastępujących po sobie igrzyskach (2004, 2012, 2021).
Poniższa tabela jest klasyfikacją ukraińskich medalistów letnich igrzysk olimpijskich. Wzięte zostały pod uwagę wszystkie zdobyte medale – w konkurencjach indywidualnych i drużynowych. Przy ustalaniu kolejności najpierw uwzględniono liczbę złotych medali, później srebrnych, a na końcu brązowych. W przypadku, gdy dwoje zawodników uzyskało taką samą liczbę medali, najpierw wzięto pod uwagę rok zdobycia pierwszego medalu, a następnie porządek alfabetyczny.
| Miejsce        | Medalista                             | Lata             | Dyscyplina             | Złoto | Srebro | Brąz | Razem |
| -------------- | ------------------------------------- | ---------------- | ---------------------- | ----- | ------ | ---- | ----- |
| 1.             | Jana Kłoczkowa                        | 2000–2004        | pływanie               | 4     | 1      | –    | 5     |
| 2.             | Lilija Podkopajewa                    | 1996             | gimnastyka             | 2     | 1      | –    | 3     |
| 3.             | Jurij Czeban                          | 2008–2016        | kajakarstwo            | 2     | –      | 1    | 3     |
| 4.             | Wasyl Łomaczenko                      | 2008–2012        | boks                   | 2     | –      | –    | 2     |
| 5.             | Inna Osypenko Inna Osypenko-Radomska  | 2004–2012        | kajakarstwo            | 1     | 2      | 1    | 4     |
| 6.             | Olha Charłan                          | 2008–2016        | szermierka             | 1     | 1      | 2    | 4     |
| 7.             | Wałerij Honczarow                     | 2000–2004        | gimnastyka             | 1     | 1      | –    | 2     |
| 7.             | Ołeh Werniajew                        | 2016             | gimnastyka             | 1     | 1      | –    | 2     |
| 7.             | Żan Bełeniuk                          | 2016–2021        | zapasy                 | 1     | 1      | –    | 2     |
| 10.            | Ołena Kostewycz                       | 2004, 2012, 2021 | strzelectwo            | 1     | –      | 3    | 4     |
| 11.            | Rustam Szaripow                       | 1996             | gimnastyka             | 1     | –      | 1    | 2     |
| 11.            | Elbrus Tedejew                        | 1996, 2004       | zapasy                 | 1     | –      | 1    | 2     |
| 11.            | Iryna Merłeni Iryna Merłeni-Mykulczyn | 2004–2008        | zapasy                 | 1     | –      | 1    | 2     |
| 11.            | Wiktor Ruban                          | 2004–2008        | łucznictwo             | 1     | –      | 1    | 2     |
| 15.            | Jewhen Brasławeć                      | 1996             | żeglarstwo             | 1     | –      | –    | 1     |
| 15.            | Wołodymyr Kłyczko                     | 1996             | boks                   | 1     | –      | –    | 1     |
| 15.            | Inesa Kraweć                          | 1996             | lekkoatletyka          | 1     | –      | –    | 1     |
| 15.            | Ihor Matwijenko                       | 1996             | żeglarstwo             | 1     | –      | –    | 1     |
| 15.            | Wjaczesław Ołejnyk                    | 1996             | zapasy                 | 1     | –      | –    | 1     |
| 15.            | Kateryna Serebrianska                 | 1996             | gimnastyka             | 1     | –      | –    | 1     |
| 15.            | Timur Tajmazow                        | 1996             | podnoszenie ciężarów   | 1     | –      | –    | 1     |
| 15.            | Mykoła Milczew                        | 2000             | strzelectwo            | 1     | –      | –    | 1     |
| 15.            | Natalija Skakun                       | 2000             | podnoszenie ciężarów   | 1     | –      | –    | 1     |
| 15.            | Jurij Nikitin                         | 2004             | gimnastyka             | 1     | –      | –    | 1     |
| 15.            | Artur Ajwazian                        | 2008             | strzelectwo            | 1     | –      | –    | 1     |
| 15.            | Ołena Chomrowa                        | 2008             | szermierka             | 1     | –      | –    | 1     |
| 15.            | Natalija Dobrynska                    | 2008             | lekkoatletyka          | 1     | –      | –    | 1     |
| 15.            | Ołeksandr Petriw                      | 2008             | strzelectwo            | 1     | –      | –    | 1     |
| 15.            | Hałyna Pundyk                         | 2008             | szermierka             | 1     | –      | –    | 1     |
| 15.            | Olha Żownir                           | 2008             | szermierka             | 1     | –      | –    | 1     |
| 15.            | Jana Dementjewa                       | 2012             | wioślarstwo            | 1     | –      | –    | 1     |
| 15.            | Natalija Dowhod´ko                    | 2012             | wioślarstwo            | 1     | –      | –    | 1     |
| 15.            | Anastasija Kożenkowa                  | 2012             | wioślarstwo            | 1     | –      | –    | 1     |
| 15.            | Jana Szemiakina                       | 2012             | szermierka             | 1     | –      | –    | 1     |
| 15.            | Kateryna Tarasenko                    | 2012             | wioślarstwo            | 1     | –      | –    | 1     |
| 15.            | Ołeksandr Usyk                        | 2012             | boks                   | 1     | –      | –    | 1     |
| 37.            | Rusłana Taran                         | 1996–2004        | żeglarstwo             | –     | 1      | 2    | 3     |
| 38.            | Ołena Sadownycza                      | 1996–2000        | łucznictwo             | –     | 1      | 1    | 2     |
| 38.            | Ołeksandr Switłyczny                  | 1996–2000        | gimnastyka             | –     | 1      | 1    | 2     |
| 38.            | Ołeksandr Beresz                      | 2000             | gimnastyka             | –     | 1      | 1    | 2     |
| 38.            | Roman Hontiuk                         | 2004–2008        | judo                   | –     | 1      | 1    | 2     |
| 38.            | Ludmyła Łuzan                         | 2021             | kajakarstwo            | –     | 1      | 1    | 2     |
| 38.            | Mychajło Romanczuk                    | 2021             | pływanie               | –     | 1      | 1    | 2     |
| 44.            | Inna Frołowa                          | 2000             | wioślarstwo            | –     | 1      | –    | 1     |
| Switłana Mazij | 2000                                  | wioślarstwo      | –                      | 1     | –      | 1    |       |
| 44.            | Dina Miftachutdinowa                  | 2000             | wioślarstwo            | –     | 1      | –    | 1     |
| 44.            | Ołena Ronżyna                         | 2000             | wioślarstwo            | –     | 1      | –    | 1     |
| 44.            | Natalija Burdejna                     | 2000             | łucznictwo             | –     | 1      | –    | 1     |
| 44.            | Jewhen Busłowycz                      | 2000             | zapasy                 | –     | 1      | –    | 1     |
| 44.            | Oksana Cyhulowa                       | 2000             | gimnastyka             | –     | 1      | –    | 1     |
| 44.            | Serhij Czerniawski                    | 2000             | kolarstwo              | –     | 1      | –    | 1     |
| 44.            | Serhij Docenko                        | 2000             | boks                   | –     | 1      | –    | 1     |
| 44.            | Ołeksandr Fedenko                     | 2000             | kolarstwo              | –     | 1      | –    | 1     |
| 44.            | Andrij Kotelnyk                       | 2000             | boks                   | –     | 1      | –    | 1     |
| 44.            | Serhij Matwiejew                      | 2000             | kolarstwo              | –     | 1      | –    | 1     |
| 44.            | Rusłan Mezencew                       | 2000             | gimnastyka             | –     | 1      | –    | 1     |
| 44.            | Wałerij Pereszkura                    | 2000             | gimnastyka             | –     | 1      | –    | 1     |
| 44.            | Dawyd Sałdadze                        | 2000             | zapasy                 | –     | 1      | –    | 1     |
| 44.            | Kateryna Serdiuk                      | 2000             | łucznictwo             | –     | 1      | –    | 1     |
| 44.            | Denys Syłantiew                       | 2000             | pływanie               | –     | 1      | –    | 1     |
| 44.            | Ołeksandr Symonenko                   | 2000             | kolarstwo              | –     | 1      | –    | 1     |
| 44.            | Roman Zozula                          | 2000             | gimnastyka             | –     | 1      | –    | 1     |
| 44.            | Hanna Kalinina                        | 2004             | żeglarstwo             | –     | 1      | –    | 1     |
| 44.            | Heorhij Łeonczuk                      | 2004             | żeglarstwo             | –     | 1      | –    | 1     |
| 44.            | Rodion Łuka                           | 2004             | żeglarstwo             | –     | 1      | –    | 1     |
| 44.            | Switłana Matewuszewa                  | 2004             | żeglarstwo             | –     | 1      | –    | 1     |
| 44.            | Ołena Owczarowa-Krasowśka             | 2004             | lekkoatletyka          | –     | 1      | –    | 1     |
| 44.            | Ihor Razorionow                       | 2004             | podnoszenie ciężarów   | –     | 1      | –    | 1     |
| 44.            | Ołena Antonowa                        | 2008             | lekkoatletyka          | –     | 1      | –    | 1     |
| 44.            | Iryna Liszczynśka                     | 2008             | lekkoatletyka          | –     | 1      | –    | 1     |
| 44.            | Andrij Stadnik                        | 2008             | zapasy                 | –     | 1      | –    | 1     |
| 44.            | Jurij Suchorukow                      | 2008             | strzelectwo            | –     | 1      | –    | 1     |
| 44.            | Wałerij Andrijcew                     | 2012             | zapasy                 | –     | 1      | –    | 1     |
| 44.            | Denys Berinczyk                       | 2012             | boks                   | –     | 1      | –    | 1     |
| 44.            | Alina Komaszczuk                      | 2016             | szermierka             | –     | 1      | –    | 1     |
| 44.            | Ołena Krawaćka                        | 2016             | szermierka             | –     | 1      | –    | 1     |
| 44.            | Serhij Kulisz                         | 2016             | strzelectwo            | –     | 1      | –    | 1     |
| 44.            | Pawło Tymoszczenko                    | 2016             | pięciobój nowoczesny   | –     | 1      | –    | 1     |
| 44.            | Ołena Woronina                        | 2016             | szermierka             | –     | 1      | –    | 1     |
| 44.            | Ołeksandr Chyżniak                    | 2021             | boks                   | –     | 1      | –    | 1     |
| 44.            | Anastasija Czetwerikowa               | 2021             | kajakarstwo            | –     | 1      | –    | 1     |
| 44.            | Parwiz Nasibow                        | 2021             | zapasy                 | –     | 1      | –    | 1     |
| 44.            | Ołena Starikowa                       | 2021             | kolarstwo              | –     | 1      | –    | 1     |
| 44.            | Anżelika Terluha                      | 2021             | karate                 | –     | 1      | –    | 1     |
| 85.            | Ołena Pacholczyk                      | 1996–2000        | żeglarstwo             | –     | –      | 2    | 2     |
| 85.            | Hanna Bezsonowa                       | 2004–2008        | gimnastyka             | –     | –      | 2    | 2     |
| 85.            | Marta Fedina                          | 2021             | pływanie synchroniczne | –     | –      | 2    | 2     |
| 85.            | Anastasija Sawczuk                    | 2021             | pływanie synchroniczne | –     | –      | 2    | 2     |
| 89.            | Inha Babakowa                         | 1996             | lekkoatletyka          | –     | –      | 1    | 1     |
| 89.            | Ołeksandr Bahacz                      | 1996             | lekkoatletyka          | –     | –      | 1    | 1     |
| 89.            | Denys Hotfrid                         | 1996             | podnoszenie ciężarów   | –     | –      | 1    | 1     |
| 89.            | Jurij Jermakow                        | 1996             | gimnastyka             | –     | –      | 1    | 1     |
| 89.            | Andrij Kałasznikow                    | 1996             | zapasy                 | –     | –      | 1    | 1     |
| 89.            | Ihor Korobczynski                     | 1996             | gimnastyka             | –     | –      | 1    | 1     |
| 89.            | Ołeh Kosiak                           | 1996             | gimnastyka             | –     | –      | 1    | 1     |
| 89.            | Ołeksandr Krykun                      | 1996             | lekkoatletyka          | –     | –      | 1    | 1     |
| 89.            | Ołeh Kyriuchin                        | 1996             | boks                   | –     | –      | 1    | 1     |
| 89.            | Hryhorij Misiutin                     | 1996             | gimnastyka             | –     | –      | 1    | 1     |
| 89.            | Wołodymyr Szamenko                    | 1996             | gimnastyka             | –     | –      | 1    | 1     |
| 89.            | Ołena Witryczenko                     | 1996             | gimnastyka             | –     | –      | 1    | 1     |
| 89.            | Zaza Zazirow                          | 1996             | zapasy                 | –     | –      | 1    | 1     |
| 89.            | Serhij Danylczenko                    | 2000             | boks                   | –     | –      | 1    | 1     |
| 89.            | Andrij Fedczuk                        | 2000             | boks                   | –     | –      | 1    | 1     |
| 89.            | Ołena Howorowa                        | 2000             | lekkoatletyka          | –     | –      | 1    | 1     |
| 89.            | Iryna Janowycz                        | 2000             | kolarstwo              | –     | –      | 1    | 1     |
| 89.            | Rusłan Maszurenko                     | 2000             | judo                   | –     | –      | 1    | 1     |
| 89.            | Hanna Sorokina                        | 2000             | skoki do wody          | –     | –      | 1    | 1     |
| 89.            | Wołodymyr Sydorenko                   | 2000             | boks                   | –     | –      | 1    | 1     |
| 89.            | Roman Szczurenko                      | 2000             | lekkoatletyka          | –     | –      | 1    | 1     |
| 89.            | Ołena Żupina                          | 2000             | skoki do wody          | –     | –      | 1    | 1     |
| 89.            | Hanna Bałabanowa                      | 2004             | kajakarstwo            | –     | –      | 1    | 1     |
| 89.            | Serhij Biłouszczenko                  | 2004             | wioślarstwo            | –     | –      | 1    | 1     |
| 89.            | Anastasija Borodina                   | 2004             | piłka ręczna           | –     | –      | 1    | 1     |
| 89.            | Natalija Borysenko                    | 2004             | piłka ręczna           | –     | –      | 1    | 1     |
| 89.            | Hanna Burmistrowa                     | 2004             | piłka ręczna           | –     | –      | 1    | 1     |
| 89.            | Ołena Cyhycia                         | 2004             | piłka ręczna           | –     | –      | 1    | 1     |
| 89.            | Ołena Czerewatowa                     | 2004             | kajakarstwo            | –     | –      | 1    | 1     |
| 89.            | Iryna Honczarowa                      | 2004             | piłka ręczna           | –     | –      | 1    | 1     |
| 89.            | Dmytro Hraczow                        | 2004             | łucznictwo             | –     | –      | 1    | 1     |
| 89.            | Serhij Hryń                           | 2004             | wioślarstwo            | –     | –      | 1    | 1     |
| 89.            | Ołena Jacenko                         | 2004             | piłka ręczna           | –     | –      | 1    | 1     |
| 89.            | Natalija Lapina                       | 2004             | piłka ręczna           | –     | –      | 1    | 1     |
| 89.            | Ołeh Łykow                            | 2004             | wioślarstwo            | –     | –      | 1    | 1     |
| 89.            | Hałyna Markuszewśka                   | 2004             | piłka ręczna           | –     | –      | 1    | 1     |
| 89.            | Ołena Radczenko                       | 2004             | piłka ręczna           | –     | –      | 1    | 1     |
| 89.            | Oksana Rajchel                        | 2004             | piłka ręczna           | –     | –      | 1    | 1     |
| 89.            | Tetiana Semykina                      | 2004             | kajakarstwo            | –     | –      | 1    | 1     |
| 89.            | Ołeksandr Serdiuk                     | 2004             | łucznictwo             | –     | –      | 1    | 1     |
| 89.            | Andrij Serdinow                       | 2004             | pływanie               | –     | –      | 1    | 1     |
| 89.            | Hanna Siukało                         | 2004             | piłka ręczna           | –     | –      | 1    | 1     |
| 89.            | Wiktorija Stiopina                    | 2004             | lekkoatletyka          | –     | –      | 1    | 1     |
| 89.            | Leonid Szaposznykow                   | 2004             | wioślarstwo            | –     | –      | 1    | 1     |
| 89.            | Ludmyła Szewczenko                    | 2004             | piłka ręczna           | –     | –      | 1    | 1     |
| 89.            | Tetiana Szynkarenko                   | 2004             | piłka ręczna           | –     | –      | 1    | 1     |
| 89.            | Tetiana Tereszczuk-Antipowa           | 2004             | lekkoatletyka          | –     | –      | 1    | 1     |
| 89.            | Władysław Tretiak                     | 2004             | szermierka             | –     | –      | 1    | 1     |
| 89.            | Maryna Werheluk                       | 2004             | piłka ręczna           | –     | –      | 1    | 1     |
| 89.            | Łarysa Zaspa                          | 2004             | piłka ręczna           | –     | –      | 1    | 1     |
| 89.            | Taras Dańko                           | 2008             | zapasy                 | –     | –      | 1    | 1     |
| 89.            | Wiaczesław Hłazkow                    | 2008             | boks                   | –     | –      | 1    | 1     |
| 89.            | Łesia Kałytowśka                      | 2008             | kolarstwo              | –     | –      | 1    | 1     |
| 89.            | Illa Kwasza                           | 2008             | skoki do wody          | –     | –      | 1    | 1     |
| 89.            | Ołeksij Pryhorow                      | 2008             | skoki do wody          | –     | –      | 1    | 1     |
| 89.            | Natalija Tobias                       | 2008             | lekkoatletyka          | –     | –      | 1    | 1     |
| 89.            | Armen Wardanian                       | 2008             | zapasy                 | –     | –      | 1    | 1     |
| 89.            | Ołeksandr Worobjow                    | 2008             | gimnastyka             | –     | –      | 1    | 1     |
| 89.            | Jelizaweta Bryzhina                   | 2012             | lekkoatletyka          | –     | –      | 1    | 1     |
| 89.            | Ołeksandr Hwozdyk                     | 2012             | boks                   | –     | –      | 1    | 1     |
| 89.            | Anna Jaroszczuk                       | 2012             | lekkoatletyka          | –     | –      | 1    | 1     |
| 89.            | Alina Łohwynenko                      | 2012             | lekkoatletyka          | –     | –      | 1    | 1     |
| 89.            | Julija Paratowa                       | 2012             | podnoszenie ciężarów   | –     | –      | 1    | 1     |
| 89.            | Ołesia Powch                          | 2012             | lekkoatletyka          | –     | –      | 1    | 1     |
| 89.            | Natalija Pyhyda                       | 2012             | lekkoatletyka          | –     | –      | 1    | 1     |
| 89.            | Ihor Radiwiłow                        | 2012             | gimnastyka             | –     | –      | 1    | 1     |
| 89.            | Marija Riemień                        | 2012             | lekkoatletyka          | –     | –      | 1    | 1     |
| 89.            | Olha Saładucha                        | 2012             | lekkoatletyka          | –     | –      | 1    | 1     |
| 89.            | Chrystyna Stuj                        | 2012             | lekkoatletyka          | –     | –      | 1    | 1     |
| 89.            | Taras Szełestiuk                      | 2012             | boks                   | –     | –      | 1    | 1     |
| 89.            | Olha Zemlak                           | 2012             | lekkoatletyka          | –     | –      | 1    | 1     |
| 89.            | Bohdan Bondarenko                     | 2016             | lekkoatletyka          | –     | –      | 1    | 1     |
| 89.            | Dmytro Janczuk                        | 2016             | kajakarstwo            | –     | –      | 1    | 1     |
| 89.            | Taras Miszczuk                        | 2016             | kajakarstwo            | –     | –      | 1    | 1     |
| 89.            | Hanna Rizatdinowa                     | 2016             | gimnastyka             | –     | –      | 1    | 1     |
| 89.            | Maryna Ałeksijiwa                     | 2021             | pływanie synchroniczne | –     | –      | 1    | 1     |
| 89.            | Władysława Ałeksijiwa                 | 2021             | pływanie synchroniczne | –     | –      | 1    | 1     |
| 89.            | Darja Biłodid                         | 2021             | judo                   | –     | –      | 1    | 1     |
| 89.            | Ałła Czerkasowa                       | 2021             | zapasy                 | –     | –      | 1    | 1     |
| 89.            | Stanisław Horuna                      | 2021             | karate                 | –     | –      | 1    | 1     |
| 89.            | Jełyzaweta Jachno                     | 2021             | pływanie synchroniczne | –     | –      | 1    | 1     |
| 89.            | Iryna Koladenko                       | 2021             | zapasy                 | –     | –      | 1    | 1     |
| 89.            | Jarosława Mahuczich                   | 2021             | lekkoatletyka          | –     | –      | 1    | 1     |
| 89.            | Ołeh Omelczuk                         | 2021             | strzelectwo            | –     | –      | 1    | 1     |
| 89.            | Kateryna Reznik                       | 2021             | pływanie synchroniczne | –     | –      | 1    | 1     |
| 89.            | Ihor Rejzlin                          | 2021             | szermierka             | –     | –      | 1    | 1     |
| 89.            | Elina Switolina                       | 2021             | tenis ziemny           | –     | –      | 1    | 1     |
| 89.            | Ksenija Sydorenko                     | 2021             | pływanie synchroniczne | –     | –      | 1    | 1     |
| 89.            | Alina Szynkarenko                     | 2021             | pływanie synchroniczne | –     | –      | 1    | 1     |